# Nottingham Forest
Nottingham Forest (offiziell Nottingham Forest Football Club) – auch bekannt als Reds, Garibaldi Reds oder auch Tricky Trees wegen des Baums im Vereinslogo – ist ein englischer Fußballverein mit Sitz in Nottingham und nach dem nahegelegenen Walderholungsgebiet etwa 1,8 Kilometer nördlich der Stadt benannt.
Zu den größten Erfolgen der Vereinsgeschichte zählen der Gewinn der englischen Meisterschaft 1978, des Europapokals der Landesmeister in den Jahren 1979 und 1980 sowie zwei FA-Cup-Siege. Forest ist die einzige Mannschaft Europas, die häufiger den Europapokal der Landesmeister bzw. die Champions League als die nationale Meisterschaft gewonnen hat. Die Mannschaft spielt seit der Saison 2022/23 nach 23 Jahren Abwesenheit wieder in der höchsten englischen Spielklasse.
Mit dem ebenfalls in den East Midlands liegenden Verein Derby County verbindet Nottingham Forest eine traditionsreiche Rivalität. Ihre als „East Midlands Derby“ bekannten Duelle gehen bis 1892 zurück. Der Sieger erhält seit 2007 in Gedenken an den für beide Klubs tätigen legendären Trainer die „Brian Clough Trophy“. Die Konkurrenz zu Derby County ist deutlich größer als die zu Leicester City, das nur wenige Kilometer entfernt liegt. Mit dem auch in Nottingham beheimatenden Verein Notts County besteht ebenfalls eine Rivalität, die jedoch wegen unterschiedlicher Spielklassen nur sehr selten ausgetragen werden kann.
Der Verein trägt seine Heimspiele seit 1898 im 30.332 Zuschauer fassenden City Ground aus.

## Geschichte

### Die Gründung und erste Erfolge 1865–1957

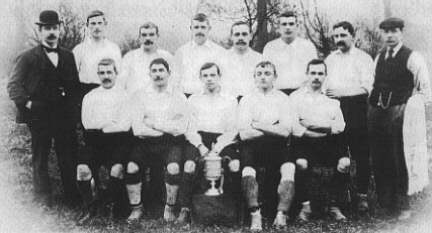
FA-Cup-Sieger 1898

Nottingham Forest wurde 1865 gegründet und somit drei Jahre nach dem Stadtrivalen Notts County, der 1862 ins Leben gerufen wurde. Als Vereinsfarbe wurde rot erwählt, und der Club erlangte bald Bekanntheit als Garibaldi Reds (nach dem italienischen Freiheitskämpfer Giuseppe Garibaldi benannt). Die erste offizielle Partie der Vereinsgeschichte wurde am 22. März 1866 gegen Notts County ausgetragen. Der Verein beantragte 1888 die Aufnahme in die neugeschaffene Football League, erhielt jedoch eine Absage. Die im Folgejahr in der Football Alliance antretende Mannschaft qualifizierte sich 1892 als Gewinner der Football Alliance auf sportlichem Weg für die Football League. Den ersten großen Erfolg feierte die Mannschaft am 16. April 1898, als sie den FA Cup durch einen 3:1-Sieg gegen Derby County gewann. Am 3. September 1898 bezog der Verein die neuerbaute Heimspielstätte, das City Ground. Zuvor benutzte der Verein mehrere Spielstätten, die jedoch meist nur für wenige Jahre als Austragungsorte der Partien verwendet wurden. Somit wurde mit der Eröffnung des neuerbauten City Ground eine erste langfristige Heimspielstätte geschaffen.

### Rückkehr in die First Division 1957–1972
| Saison  | Platz | Liga           |
| ------- | ----- | -------------- |
| 1957/58 | 010   | First Division |
| 1958/59 | 013   | First Division |
| 1959/60 | 020   | First Division |
| 1960/61 | 014   | First Division |
| 1961/62 | 019   | First Division |
| 1962/63 | 09    | First Division |
| 1963/64 | 013   | First Division |
| 1964/65 | 05    | First Division |
| 1965/66 | 018   | First Division |
| 1966/67 | 02    | First Division |
| 1967/68 | 011   | First Division |
| 1968/69 | 018   | First Division |
| 1969/70 | 015   | First Division |
| 1970/71 | 016   | First Division |
| 1971/72 | 021   | First Division |

Nach über 30 Jahren Zweitklassigkeit und zwischenzeitlichen Absturz in die Drittklassigkeit gelang Nottingham 1957 der Aufstieg in die Football League First Division. 1959 konnte die Rückkehr in die Erstklassigkeit sogar durch den zweiten Gewinn des FA Cups nach 1898 gekrönt werden. Im Finale wurde vor knapp 100.000 Zuschauern im Wembley-Stadion Luton Town mit 2:1 bezwungen. Forest löste damit Notts County als erfolgreichstes und beliebtestes Team in Nottingham ab. In der Saison 1961/62 gelang die erste Teilnahme am internationalen Wettbewerb, jedoch scheiterte die Mannschaft bereits in der ersten Runde des Messepokals 1962 deutlich mit 0:2 und 1:5 am späteren Titelträger FC Valencia. Einen Erfolg feierte die Mannschaft um Henry Newton, Ian Storey-Moore, Alan Hinton, Terry Hennessey und Joe Baker in der Football League First Division 1966/67 mit der Vizemeisterschaft hinter Manchester United um Bobby Charlton, George Best und Denis Law. Durch diese Platzierung gelang die erneute Teilnahme am Europapokal und nach einem Erstrundenerfolg über Eintracht Frankfurt der Einzug in die zweite Runde des Messepokal 1968. Dort schied Forest nach einem 2:1-Heimsieg durch eine 0:1-Niederlage beim FC Zürich aus. Bester Torschütze des Vereins in dieser Zeit war Ian Storey-Moore, der 1966/67 in 39 Spielen 21 Tore erzielte. Erfolgreich agierte der Verein unter Trainer Johnny Carey auch im FA Cup 1966/67, als erst im Halbfinale gegen den späteren Titelträger Tottenham Hotspur mit 1:2 das Aus erfolgte. In der folgenden Saison 1967/68 konnte die mit dem schottischen Nationalspieler Jim Baxter verstärke Mannschaft dieses Niveau jedoch nicht halten und belegte lediglich den elften Tabellenrang. Im Januar 1969 löste Matt Gillies den bisherigen Trainer Johnny Carey ab und trennte sich in der Folgezeit von vielen etablierten Spielern. 1969 hatte Bob McKinlay den Verein nach 18 Jahren verlassen und war in seine schottische Heimat zurückgekehrt. McKinlay hält bis heute mit 614 Ligaspielen den Rekord für die meisten Einsätze im Dienste von Nottingham Forest. 1970 folgten ihm mit Henry Newton und Terry Hennessey zwei weitere Spieler aus der erfolgreichen Mannschaft von 1966/67. Neuverpflichtete Spieler wie die schottischen Nationalspieler Peter Cormack und Tommy Gemmell konnten diese Lücke nicht ausreichend füllen.

### Erneute Zweitklassigkeit 1972–1977
| Saison  | Platz | Liga            |
| ------- | ----- | --------------- |
| 1972/73 | 014   | Second Division |
| 1973/74 | 07    | Second Division |
| 1974/75 | 016   | Second Division |
| 1975/76 | 08    | Second Division |
| 1976/77 | 03    | Second Division |

In der Saison 1971/72 stieg der Verein nach 15 Jahren in der First Division, wieder in die Football League Second Division ab. Lediglich acht Siege in 42 Spielen führten zu Tabellenplatz 21 und damit dem vorletzten Platz. Der in den vergangenen Jahren die interne Torjägerliste anführende Ian Storey-Moore wechselte im März 1972 zum Ligarivalen Manchester United. Im Laufe der Saison 1972/73 übernahm Dave Mackay als Nachfolger von Matt Gillies den Trainerposten bei Forest, er verpasste mit Platz 14 den Wiederaufstieg jedoch deutlich. Während der Saison 1973/74 übernahm Mackay den Trainerposten bei Derby County, nachdem der dortige Vorstand den bisherigen Trainer Brian Clough entlassen hatte. Clough hatte fünf Jahre zuvor Dave Mackay als Spieler zu Derby geholt. Nach einem weiteren durchschnittlichen Jahr unter dem neuen Trainer Allan Brown kam während der Saison 1974/75 Brian Clough zu Nottingham Forest. Dieser hatte 1972 Derby County zur englischen Meisterschaft geführt und war zu Beginn der aktuellen Spielzeit, nach nur 44 Tagen als Trainer des aktuellen Meisters Leeds United entlassen worden. Dies wurde 2009 in der Romanverfilmung The Damned United thematisiert. Am Ende der Saison reichte es nur zu Platz 16, aber bereits im nächsten Jahr führte Clough die Mannschaft auf den achten Rang. Vor Beginn der neuen Spielzeit konnte Clough Peter Taylor als Assistenztrainer für Forest gewinnen. Die beiden hatten bereits gemeinsam Hartlepool United, Derby County und Brighton & Hove Albion trainiert. In der Spielzeit 1976/77 gelang Forest nach fünf Jahren Zweitklassigkeit dank eines dritten Tabellenrangs die Rückkehr in die First Division. Als beste Torschützen glänzten Peter Withe mit 16 Toren in 34 Spielen, Ian Bowyer (12 Tore in 41 Spielen) und Tony Woodcock (11 Tore in 30 Spielen). Clough und besonders Peter Taylor hatten bei vielen Verpflichtungen ein glückliches Händchen bewiesen. Speziell die neue Innenverteidigung mit Larry Lloyd und Kenny Burns, sollte in den kommenden Jahren zu einem Grundpfeiler des Erfolgs werden. Lloyd kam 1976 von Coventry City und ein Jahr später folgte Burns für 150.000 Pfund Ablöse von Birmingham City. Ebenfalls zu Saisonbeginn 1977/78 verpflichtete Clough den englischen Nationaltorhüter Peter Shilton für 250.000 Pfund von Stoke City und den schottischen Nationalspieler Archie Gemmill für lediglich 25.000 Pfund von Derby County. Clough hatte Gemmill und den bereits 1974 verpflichteten Mannschaftskapitän John McGovern bereits in seiner Zeit bei Derby trainiert.

### Die goldene Zeit 1977–1980
| Saison  | Platz | Liga           |
| ------- | ----- | -------------- |
| 1977/78 | 01    | First Division |
| 1978/79 | 02    | First Division |
| 1979/80 | 05    | First Division |

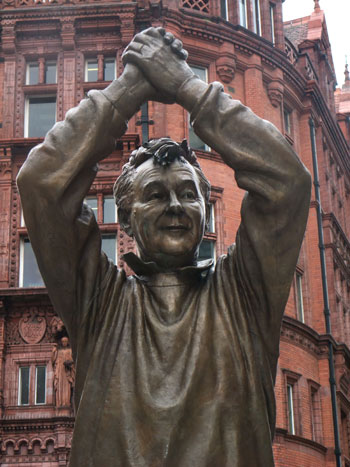
In den 18 Jahren unter Trainer Brian Clough erlebte Forest die erfolgreichste Zeit der Vereinsgeschichte.

Mit der nun beginnenden Saison startete die erste von drei überragenden Spielzeiten von Nottingham Forest. Als Aufsteiger gelang der Mannschaft unter Trainer Brian Clough der Sprung auf Platz 1 und damit der Gewinn der Meisterschaft in der Football League First Division 1977/78. Das Team um Peter Shilton, Martin O’Neill und Tony Woodcock musste in 42 Spielen nur drei Niederlagen hinnehmen und distanzierte damit den Serienmeister der siebziger Jahre, den FC Liverpool, deutlich auf Platz zwei. Der Verein überstand vom 26. November 1977 bis 25. November 1978 saisonübergreifend insgesamt 42 Ligaspiele in Folge ohne Niederlage. Erst am 9. Dezember 1978 verlor Forest in der Auswärtspartie beim FC Liverpool mit 0:2. Dieser Rekord wurde erst am 21. August 2004 mit einem Sieg des FC Arsenal gegen den FC Middlesbrough gebrochen. John Robertson und Peter Withe waren mit jeweils 12 Toren beste Torschützen ihrer Mannschaft. Tony Woodcock erzielte 11 Tore in 36 Spielen und Martin O’Neill gelangen in 38 Einsätzen 8 Tore. Prunkstück der Meistermannschaft war jedoch die Defensive, die lediglich 24 Gegentore zuließ und damit mit großem Abstand die beste Abwehr der Liga stellte. Torhüter Peter Shilton und die Abwehrspieler Viv Anderson, Frank Clark, Larry Lloyd und Kenny Burns stachen hierbei besonders hervor. Innenverteidiger Burns (41 Spiele/4 Tore) wurde am Saisonende zu Englands Fußballer des Jahres gewählt.
In der nächsten Saison konnte Forest die Vizemeisterschaft der Football League First Division 1978/79 hinter dem FC Liverpool erringen und krönte die Serie durch den Gewinn des Landesmeister-Cup 1979. In der ersten Runde schaltete das Team mit dem FC Liverpool den Titelverteidiger aus, danach folgten zwei klare Erfolge über AEK Athen und Grasshopper Club Zürich. Im Halbfinale wartete mit dem 1. FC Köln der deutsche Meister. Im Hinspiel im heimischen City Ground lag Köln schnell durch Tore von Roger Van Gool und Dieter Müller mit 2:0 in Führung. Nachdem Garry Birtles noch vor der Pause auf 1:2 verkürzt hatte, drehte Forest in der zweiten Halbzeit durch zwei Tore von Ian Bowyer und John Robertson das Spiel. Doch die starken Kölner erzielten durch den kurz zuvor eingewechselten Yasuhiko Okudera noch den verdienten Ausgleich. Ein 1:0 im Rückspiel durch ein Kopfballtor nach einer Ecke durch Ian Bowyer sorgte für den Endspieleinzug. Da Favoriten wie Juventus Turin, Real Madrid und der FC Liverpool bereits vorzeitig ausgeschieden waren, stand ihnen im Finale der schwedische Meister Malmö FF gegenüber, der im Münchener Olympiastadion mit 0:1 gegen Forest unterlag. Das entscheidende Tor erzielte Trevor Francis in seinem ersten Europapokaleinsatz für seine neue Mannschaft. John Robertson hatte sich auf dem linken Flügel durchgesetzt und auf den zweiten Pfosten geflankt, wo Francis nur noch einköpfen musste. Am Ende der Spielzeit musste die Mannschaft drei wichtige Abgänge verkraften. Frank Clark beendete seine Karriere, Archie Gemmill wechselte zu Birmingham City und Tony Woodcock ging für 2,5 Millionen Deutsche Mark in die Bundesliga zum 1. FC Köln. Dafür gelang bereits vor Ende der Saison im Februar 1979 mit der Verpflichtung von Trevor Francis von Birmingham City ein Volltreffer und der aus der eigenen Jugend kommende Steve Sutton sollte sich später als Stammtorhüter etablieren. Francis wechselte für die Rekordablösesumme von einer Million Pfund zu Forest, was auch dazu führte, dass Brian Clough nach der Saison gezwungen war, Tony Woodcock nach Köln zu transferieren. Archie Gemmill war von Trainer Brian Clough im Europapokalfinale nicht berücksichtigt worden und hatte nach anschließenden Differenzen den Verein verlassen.
Als Titelverteidiger war Nottingham auch im Landesmeister-Cup 1980 startberechtigt und konnte den Pokal im Santiago-Bernabéu-Stadion durch ein 1:0 gegen den deutschen Meister Hamburger SV verteidigen. Diesmal erzielte John Robertson den Siegtreffer. Das Finale erwies sich als höhepunktarmes Spiel, sicherlich auch aufgrund der Tatsache, dass mit Trevor Francis bzw. Horst Hrubesch beide Mannschaften auf ihre besten Stürmer ganz oder, wie beim angeschlagenen Hrubesch, zumindest die erste Hälfte verzichten mussten. Auf dem Weg ins Finale wartete nach zwei vergleichsweise einfachen Aufgaben im Viertelfinale der Meister der DDR-Oberliga BFC Dynamo, der nach einer 0:1-Heimniederlage auswärts mit 3:1 bezwungen wurde. Im Halbfinale schaltete Forest den niederländischen Meister Ajax Amsterdam mit 2:0 und 0:1 aus. Der Finalgegner HSV hatte in der Runde der letzten Vier nach einem legendären 5:1-Heimsieg im Rückspiel den spanischen Meister Real Madrid ausgeschaltet. In der Liga reichte es am Ende der Saison zu Platz 5, durch den Triumph in Madrid konnte Forest jedoch auch in der nächsten Saison im Landesmeister-Cup 1981 starten. Wieder musste der Verein nach Ablauf der Saison einen wichtigen Spieler ziehen lassen. Garry Birtles zog es zum Ligarivalen Manchester United, nachdem er zu Beginn der Saison 1980/81 in den ersten neun Spielen sechs Tore erzielt hatte. Als Neuverpflichtungen kamen Ian Wallace von Coventry City und mit Steve Hodge erneut ein sehr talentierter Jugendspieler.
Bei diesen Erfolgen ging beinahe unter, dass Forest auch 1978 gegen den FC Liverpool und 1979 gegen den FC Southampton den englischen Ligapokal und 1979 den europäischen Supercup gegen den FC Barcelona gewann. Zudem erreichte die Mannschaft das Finale des League Cup 1979/80, verlor dieses jedoch mit 0:1 gegen die Wolverhampton Wanderers.

### Die Ära Clough geht weiter 1980–1993
| Saison  | Platz | Liga           |
| ------- | ----- | -------------- |
| 1980/81 | 07    | First Division |
| 1981/82 | 012   | First Division |
| 1982/83 | 05    | First Division |
| 1983/84 | 03    | First Division |
| 1984/85 | 09    | First Division |
| 1985/86 | 08    | First Division |
| 1986/87 | 08    | First Division |
| 1987/88 | 03    | First Division |
| 1988/89 | 03    | First Division |
| 1989/90 | 09    | First Division |
| 1990/91 | 08    | First Division |
| 1991/92 | 08    | First Division |
| 1992/93 | 022   | Premier League |

Die Saison 1980/81 verlief im Vergleich zu den vorherigen weniger zufriedenstellend. Im Landesmeisterpokal scheiterte Nottingham in der ersten Runde am bulgarischen Meister ZSKA Sofia und in der Meisterschaft reichte es nur zu Tabellenplatz sieben. Forest war damit im nächsten Jahr nicht im internationalen Wettbewerb startberechtigt. Martin O’Neill (24 Spiele/3 Tore) wechselte am Saisonende nach zehn Jahren in Nottingham zu Norwich City, Larry Lloyd (19 Spiele) ließ seine Karriere bei Wigan Athletic ausklingen und Trevor Francis ging für eine Million Pfund zu Manchester City. Damit verließen von 1979 bis 1981 sieben Stammspieler den Verein. Ian Wallace wurde mit elf Ligatreffern erfolgreichster Torschütze. Nach einem zwölften Platz in der Saison 1981/82 verließ Torhüter Peter Shilton nach fünf erfolgreichen Jahren das Team in Richtung Southampton. Mit Mannschaftskapitän John McGovern zu den Bolton Wanderers, Kenny Burns zu Leeds United, Jürgen Röber zu Bayer 04 Leverkusen und Gary Mills, der nach einem Kurzauftritt in den USA zum Nachbarn Derby County wechselte, verlor die Mannschaft zudem gleich vier weitere wesentliche Spieler. Mit Peter Taylor verlor Nottingham auch noch seinen Assistenztrainer, der in den vergangenen sechs Jahren einen wesentlichen Anteil am Erfolg des Vereins gehabt hatte. Die vier Neuzugänge Peter Davenport, Ex-Stürmer Garry Birtles von Manchester United, der als Ersatz für Shilton verpflichtete Hans van Breukelen vom FC Utrecht und der erfahrene Colin Todd von Birmingham City traten ein schweres Erbe an, um diese Verluste auszugleichen. Trotzdem erreichte Nottingham 1983 Platz fünf, da Ian Wallace sich erneut mit 13 Toren in 41 Spielen als treffsicher erwies, Steve Hodge als junger Spieler eine sehr gute Saison spielte (38/8) und der neue Torhüter Hans van Breukelen sein großes Potential bereits von Beginn an zeigte. Am Saisonende verließ mit John Robertson (33/6) zu Derby County zwar nur ein Spieler den Verein, dafür aber einer, der seit 1970 zu den prägendsten Figuren der Mannschaft gehört hatte. Derby wurde zu dieser Zeit von Ex-Trainer Peter Taylor trainiert, der diesen Transfer über die Bühne brachte, ohne Brian Clough darüber zu informieren. Die langjährige enge Freundschaft zwischen den beiden fand damit ein jähes Ende und lebte auch bis zum Tode Taylors sieben Jahre später nicht wieder neu auf.

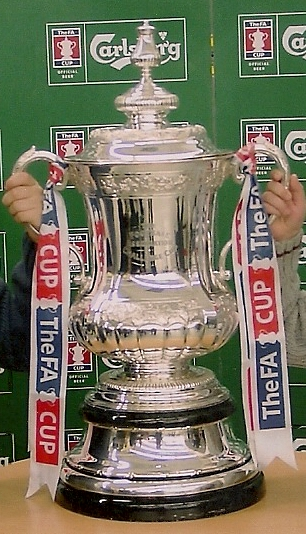
Im Finale gegen Tottenham Hotspur verpasste Forest 1991 den dritten FA-Cup-Titel nach 1898 und 1959

Im darauffolgenden Jahr konnte Nottingham ins Halbfinale des UEFA-Pokal 1983/84 einziehen. Bis zu dieser Runde besiegten sie die Mannschaften von FC Vorwärts Frankfurt, PSV Eindhoven, Celtic Glasgow und SK Sturm Graz. Im Halbfinale unterlag Forest jedoch nach einem 2:0-Heimsieg im Rückspiel beim RSC Anderlecht um Morten Olsen und Enzo Scifo mit 0:3 und verpasste so das Endspiel gegen Tottenham Hotspur. Das Rückspiel in Anderlecht sollte noch Jahre später in der Öffentlichkeit für Aufmerksamkeit sorgen, als der Präsident des RSC Anderlecht Constant Vanden Stock 1997 bestätigte, dem spanischen Schiedsrichter Emilio Carlos Guruceta eine größere Geldsumme „geliehen“ zu haben. Nottingham war ein Tor aberkannt worden und Anderlecht hatte einen umstrittenen Elfmeter erhalten. Der spanische Schiedsrichter war auch in seiner Heimat wegen Spielmanipulationen negativ aufgefallen. In der Liga erreichte die Mannschaft in der Football League First Division 1983/84 Platz drei und war damit erneut im internationalen Geschäft dabei. Abermals konnte die Mannschaft nicht zusammengehalten werden, Verteidiger Viv Anderson wechselte zum FC Arsenal, Ian Wallace ging nach einem kurzen Abstecher nach Frankreich zum FC Sunderland und Torhüter Hans van Breukelen zog es nach zwei Jahren wieder in seine Heimat zum PSV Eindhoven, wo er in der Folgezeit große Erfolge feiern sollte. Als Neuzugänge kamen der Niederländer John Metgod von Real Madrid und als neuer Torhüter quasi im Tausch für van Breukelen Hans Segers aus Eindhoven. Der Jugendabteilung des Vereins gelang es zwei neue Spieler zu präsentieren, die in den folgenden Jahren die Mannschaft prägen sollten, Trainersohn Nigel Clough und Des Walker.
Die Saison 1984/85 brachte Platz neun und das Aus in der ersten Runde des UEFA-Pokal 1984/85. Erneut scheiterte die Mannschaft an einem belgischen Verein, diesmal mit 0:0 und 0:1 am FC Brügge. Das Jahr 1985 wurde jedoch überschattet von der Heysel-Katastrophe beim Finale des Landesmeister-Cup 1985 zwischen dem FC Liverpool und Juventus Turin. In der Folge dieser Tragödie wurden alle englischen Fußballmannschaften für fünf Jahre von sämtlichen internationalen Wettbewerben ausgeschlossen. Der aus der Jugend gekommene Steve Hodge (42 Spiele/12 Tore) verließ nach einer ansprechenden Saison den Verein in Richtung Aston Villa, dafür gelang mit der Verpflichtung des 23-jährigen Stuart Pearce von Coventry City ein Erfolg. Publikumsliebling Pearce blieb dem Verein bis 1997 treu. Auch Neil Webb vom FC Portsmouth erwies sich gleich in seiner ersten Saison als Verstärkung.
Die Spielzeit 1985/86 verlief mit Platz acht nicht zufriedenstellend. Neuzugang Neil Webb gelangen in 38 Spielen 14 Tore und damit nach Nigel Clough (37/15) die beste Trefferausbeute. Platz acht in der Spielzeit 1986/87 bedeutete einen Stillstand in der Liga. Erneut erwies sich Nigel Clough mit 14 Toren in 42 Spielen als treffsicher. Stuart Pearce erzielte sechs Tore in 39 Spielen. John Metgod (36 Spiele/3 Tore) wechselte nach Ablauf der Saison zu Tottenham Hotspur und mit Garry Birtles (28 Spiele/14 Tore) zum Lokalrivalen Notts County und Ian Bowyer (35 Spiele/3 Tore) verließen die letzten beiden Spieler aus der Meistermannschaft von 1978 das Team. Torhüter Hans Segers (14 Spiele) hatte seinen Stammplatz an das Eigengewächs Steve Sutton (28 Spiele) verloren und wechselte daraufhin zum FC Wimbledon. Mit Mark Crossley, der aus der eigenen Jugend stammte, wurde ein ansprechender Ersatz unter Vertrag genommen.
Aufgrund der internationalen Sperre durfte Nottingham Forest trotz zwei dritten Plätzen in den Spielzeiten 1987/88 und 1988/89 nicht im UEFA-Pokal starten. Erfolgreich agierte der Verein in dieser Zeit dafür im nationalen Pokal. Im FA Cup 1987/88 scheiterte Forest erst im Halbfinale in Sheffield mit 1:2 am FC Liverpool. In der Liga gelang Nigel Clough mit 19 Treffern seine erfolgreichste Saison bei Forest. Neil Webb erwies sich mit 13 Toren ebenfalls als treffsicher. Nach der Saison verpflichtete Brian Clough den Abwehrspieler Brian Laws vom FC Middlesbrough, dieser erwies sich in den kommenden sechs Jahren als wichtige Stütze der Mannschaft. Im darauffolgenden Jahr trafen die beiden Mannschaften erneut im Halbfinale des FA Cup 1988/89 aufeinander. Die Fans strömten am 15. April 1989 in Massen ins Hillsborough-Stadion. Speziell im Block der Liverpool-Fans waren die Ordnungskräfte mit dem Andrang überfordert und so nahm die Hillsborough-Katastrophe ihren Lauf. 96 Tote und 766 Verletzte standen am Ende zu Buche und sorgten für eine der größten Tragödien in der Geschichte des internationalen Fußballs. Das abgebrochene Spiel wurde am 7. Mai 1989 in Manchester erneut ausgetragen und diesmal setzte sich Liverpool mit 3:1 durch. Dafür gelang durch ein 3:1 im Finale gegen Luton Town mit dem Gewinn des Ligapokal 1988/89 der erste Titelgewinn seit neun Jahren. Neil Webb zog es nach Saisonende 1989 zu Manchester United, als Neuzugang konnte mit Steve Stone erneut ein talentierter Jugendspieler präsentiert werden.

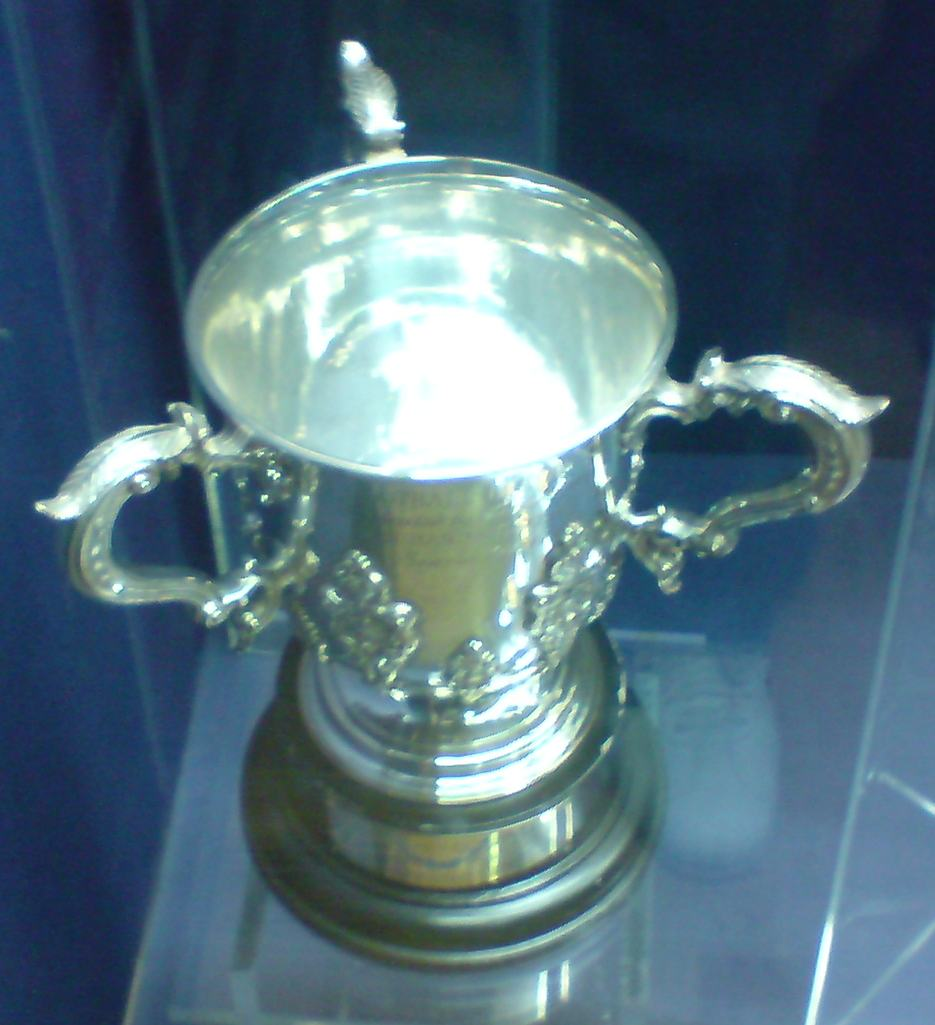
Den Ligapokal gewann der Verein 1978, 1979, 1989 und 1990

Die nächsten drei Jahre verbrachte Nottingham im Mittelfeld der Tabelle und konnte somit auch nicht vom Ende der Europapokal-Sperre für die englischen Vereine profitieren. 1990 gelang die Titelverteidigung im Ligapokal durch einen 1:0-Erfolg über Oldham Athletic. Noch bedeutender war jedoch der Einzug ins Finale des FA Cups, dies war dem Verein zuletzt 1959 gelungen. Forest hatte auf dem Weg dorthin Crystal Palace, Newcastle United, den FC Southampton, Norwich City und im Halbfinale im Villa Park West Ham United ausgeschaltet und traf nun auf Tottenham Hotspur. Das Finale fand am 18. Mai 1991 vor 80.000 Zuschauern im Wembley-Stadion statt. Nach einer frühen 1:0-Führung durch Stuart Pearce gelang Tottenham in der 55. Minute der Ausgleich. Nachdem es nach neunzig Minuten bei diesem Spielstand geblieben war, mussten die beiden Teams in der Verlängerung antreten und dort erzielte Tottenham bereits in der 94. Minute durch ein Eigentor von Des Walker den Siegtreffer. Im Laufe der Saison 1990/91 rückte Jugendspieler Scot Gemmill in den Profikader auf, sein Vater Archie war von 1977 bis 1979 Teil der legendären Mannschaft Ende der 70er Jahre. Stuart Pearce spielte eine überragende Saison und erzielte als Verteidiger in 33 Ligaspielen elf Tore. Mit Teddy Sheringham vom FC Millwall kam ein neuer Spieler, der in der kommenden Saison auf sich aufmerksam machen sollte.
Sheringham erzielte in der Saison 1991/92 13 Tore und wurde damit bester Torschütze der Mannschaft. Der 1990 aus Irland gekommene Roy Keane zeigte auch in dieser Saison sein großes Talent und schoss acht Tore in 39 Spielen. Platz acht brachte jedoch ein enttäuschendes Ergebnis, zudem verlor die Mannschaft das Ligapokalfinale 1992 mit 0:1 gegen Manchester United.
1992/93 wurde die Premier League als höchste Spielklasse in England eingeführt. Diese Reform brachte Nottingham kein Glück, vielmehr stieg die Mannschaft bereits in der ersten Spielzeit nach einer ungenügenden Saison und Platz 22 als Tabellenletzter ab. Forest hatte die Abgänge von Teddy Sheringham und Des Walker nicht adäquat ersetzen können und litt zudem unter der zunehmenden Alkoholabhängigkeit von Trainer-Legende Brian Clough. Dieser beendete nach der Saison seine große Trainerkarriere.

### Zwischen Premier League und First Division 1993–2004
| Saison  | Platz | Liga           |
| ------- | ----- | -------------- |
| 1993/94 | 02    | First Division |
| 1994/95 | 03    | Premier League |
| 1995/96 | 09    | Premier League |
| 1996/97 | 020   | Premier League |
| 1997/98 | 01    | First Division |
| 1998/99 | 020   | Premier League |
| 1999/00 | 014   | First Division |
| 2000/01 | 011   | First Division |
| 2001/02 | 016   | First Division |
| 2002/03 | 06    | First Division |
| 2003/04 | 014   | First Division |

Nottingham Forest erlebte in dieser Zeit starke personelle Veränderungen. Nachdem bereits 1991 Steve Hodge zu Leeds United gewechselt war, verließen 1992 Des Walker (Sampdoria Genua) und Teddy Sheringham (Tottenham Hotspur) den Verein. Die Rückkehr von Neil Webb nach drei Jahren bei Manchester United konnte diese Abgänge nicht kompensieren, zumal er aufgrund von Verletzungen weit von seiner alten Form entfernt war. Nach dem Abstieg 1993 verpflichtete ManUtd den aufstrebenden irischen Nationalspieler Roy Keane (40 Spiele/6 Tore) und Nigel Clough (42 Spiele/10 Tore) wechselte nach neun Jahren bei Forest zum FC Liverpool. Dafür gelang vor Saisonbeginn 1993/94 mit der Verpflichtung des 22-jährigen Stan Collymore von Southend United ein echter Transfercoup, der entscheidend dazu beitrug, dass die erste Saison in der Football League First Division vorerst auch Forests letzte war. Mit Platz zwei hinter Crystal Palace gelang der direkte Wiederaufstieg in das Oberhaus des englischen Fußballs. Collymore gelangen in nur 27 Spielen 19 Tore und damit die mit Abstand beste Torausbeute. Auch Scot Gemmill mit 8 Toren und Neuzugang Colin Cooper aus Millwall mit 7 Toren spielten eine sehr gute Saison. Brian Laws, der in der Liga nur selten zum Einsatz gekommen war, wechselte als Spielertrainer zu Grimsby Town.
Nachfolger von Brian Clough wurde 1993 der ehemalige Forest-Spieler Frank Clark, der 1978 Mitglied der Meistermannschaft gewesen war. Clark hatte zuvor als Trainer und später als Sportdirektor beim unterklassigen Verein Leyton Orient agiert.
Die Rückkehr in die Premier League 1994/95 konnte mit Platz drei hinter Meister Blackburn Rovers und Vizemeister Manchester United noch zusätzlich gefeiert werden. Stan Collymore erzielte 22 Ligatore und konnte sich als einer der Top-Scorer der Liga auszeichnen, er verließ Forest jedoch nach der Saison für 8,5 Millionen Pfund in Richtung FC Liverpool. Der vor der Saison aus Italien von US Foggia gekommene niederländische Nationalspieler Bryan Roy schoss 13 Tore und erwies sich damit als idealer Sturmpartner von Collymore. Auch Stuart Pearce mit 8 Toren in 36 Spielen gelang ein sehr gutes Jahr.
In der Meisterschaft reichte es 1995/96 zu Platz neun und im UEFA-Pokal 1995/96 konnte Forest nach Siegen über Malmö FF, AJ Auxerre und Olympique Lyon das Viertelfinale erreichen. Dort war jedoch der FC Bayern München eine Nummer zu groß und nach einem 1:2 in München gab es im Rückspiel im City Ground eine 1:5-Niederlage. Bayern gewann später das Finale gegen Girondins Bordeaux um Zinédine Zidane. Dies blieb bis heute die letzte Teilnahme am internationalen Wettbewerb für Forest.
An der im Juni in England stattfindenden Fußball-Europameisterschaft 1996 nahmen mit Stuart Pearce und Steve Stone für England sowie Scot Gemmill für Schottland drei Forest-Spieler teil. Auch sie konnten nicht verhindern, dass die Saison in der Premier League 1996/97 wieder eine ganz bittere für die Fans werden sollte. Als Tabellenletzter mit nur sechs Siegen in 38 Spielen stieg die Mannschaft erneut in die Zweitklassigkeit ab. Der vor der Saison von Galatasaray Istanbul verpflichtete walisische Nationalstürmer Dean Saunders konnte sich als Sturmpartner von Bryan Roy nicht als die erhoffte Verstärkung erweisen. Pierre van Hooijdonk erzielte nach seiner Verpflichtung kurz vor Saisonende von Celtic Glasgow in acht Spielen nur ein Tor und war damit im Kampf gegen den Abstieg nicht die erhoffte Hilfe. Trainer Frank Clark wurde nach einer 2:4-Niederlage am 17. Spieltag beim FC Liverpool durch Stuart Pearce ersetzt. Forest verzeichnete zu diesem Zeitpunkt erst einen Saisonsieg, dieser wurde zudem bereits am ersten Spieltag erzielt. Die Mannschaft startete unter Spielertrainer Pearce hoffnungsvoll mit vier Siegen in sechs Spielen, konnte dieses Niveau jedoch nicht halten und eine Serie von Unentschieden besiegelte schlussendlich den Abstieg. Am Ende der Spielzeit entschied sich auch Stuart Pearce nach dem zweiten Abstieg innerhalb weniger Jahre, den Verein zu verlassen. Er wechselte mit 35 Jahren zu Newcastle United. Auch Bryan Roy (zu Hertha BSC) und Dean Saunders (zu Sheffield United) verließen Nottingham.
Neuer Trainer der Mannschaft wurde 1997 Dave Bassett, der zuvor Trainer bei Crystal Palace gewesen war. Bassett gelang mit seinem neuen Team eine sehr erfolgreiche Saison, die im erneuten direkten Wiederaufstieg gipfelte. Forest gewann die Zweitligameisterschaft vor dem FC Middlesbrough, was vor allem am überragenden Sturmduo Pierre van Hooijdonk (41 Spiele/29 Tore) und dem bereits 1995 als Ersatz für Collymore verpflichteten Kevin Campbell (42 Spiele/23 Tore) lag, die zusammen 52 von 82 Toren erzielten. Das Duo wurde jedoch nach der Saison durch den Verkauf von Campbell zu Trabzonspor auseinandergerissen. Mit Mannschaftskapitän Colin Cooper nach Middlesbrough verließ ein weiterer zentraler Spieler die Mannschaft. Van Hooijdonk bestand am Saisonende auf einer Vereinbarung mit dem Vorstand, den Verein bei einem passenden Angebot verlassen zu dürfen, und erwies sich nach seinem erzwungenen Verbleib in der folgenden Saison als Enttäuschung, ehe er den Verein in Richtung Vitesse Arnheim verließ.
Die Rückkehr in die Premier League 1998/99 stand infolgedessen unter keinem guten Stern. Aus Protest gegen den Verkauf von Campbell und Cooper erklärte sich van Hooijdonk erst am 12. Spieltag wieder bereit, für Forest aufzulaufen. Trainer Dave Bassett, der als Ersatz für Campbell und van Hooijdonk auf die Nachwuchshoffnung Marlon Harewood sowie die Neuzugänge Jean-Claude Darcheville von Stade Rennes und Dougie Freedman von den Wolverhampton Wanderers setzte, scheiterte mit diesem Konzept. Nach nur zwei Siegen in 20 Ligaspielen und der 0:1-Niederlage in der dritten Runde des FA Cup 1998/99 gegen den FC Portsmouth wurde Bassett entlassen. Mit Ron Atkinson übernahm für den Rest der Saison ein sehr erfahrener Trainer. Im zweiten Spiel unter Atkinson gelang der Mannschaft endlich wieder ein Sieg durch ein 1:0 beim FC Everton. Das darauffolgende Spiel im heimischen City Ground zeigte jedoch, dass die Probleme der Mannschaft nicht nur der geschwächten Offensive geschuldet waren. Forest unterlag zu Hause dem späteren Meister Manchester United mit 1:8. Dem Norweger Ole Gunnar Solskjær gelangen dabei in den letzten zehn Minuten vier Tore. Drei Siege in den letzten drei Spielen gelangen erst, als bereits alles zu spät war und Forest als Tabellenletzter nun auch erstmals einen direkten Wiederabstieg hinnehmen musste. Bereits im Laufe der Saison verließen auch noch Scot Gemmill mit Richtung FC Everton und nach dem Abstieg der ausgeliehene Jean-Claude Darcheville den Verein und Nottingham Forest stand damit vor einem Neuanfang.

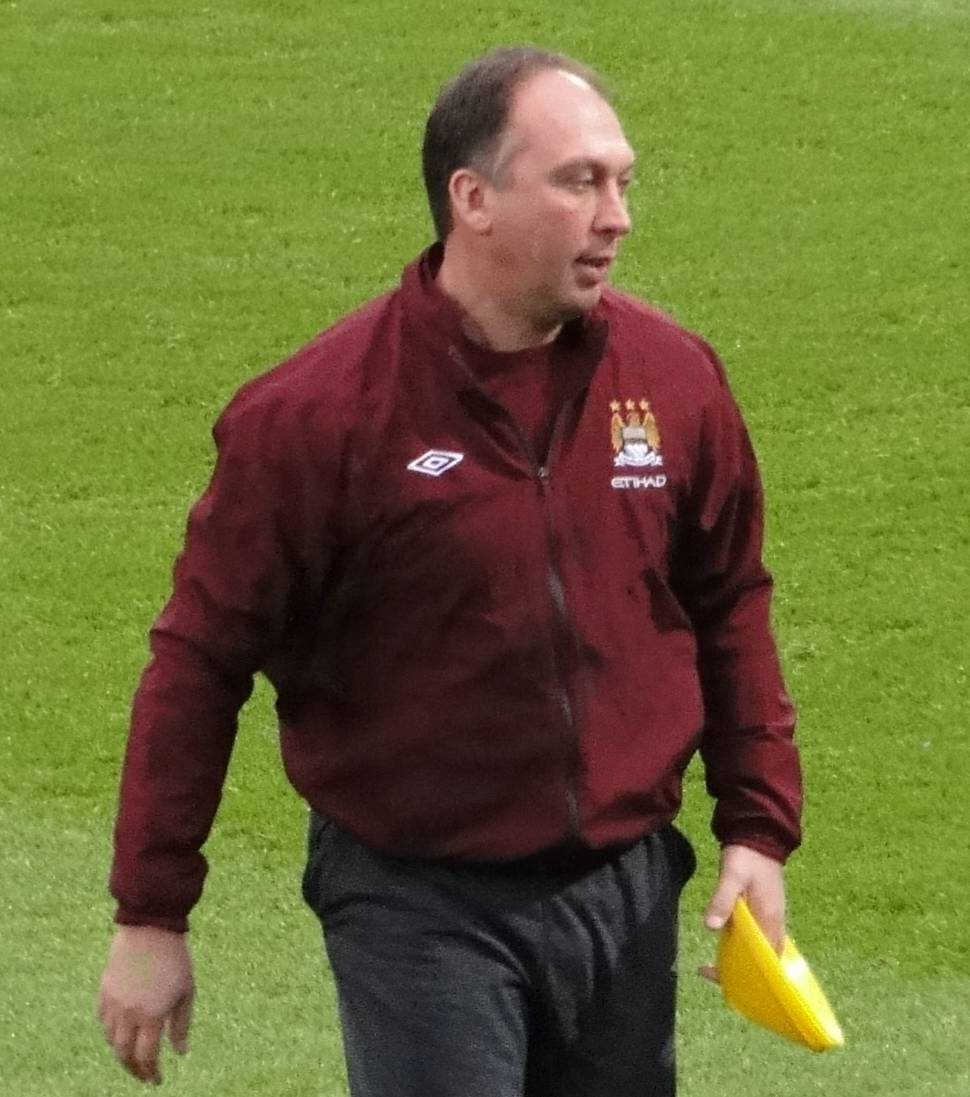
David Platt schaffte zwischen 1999 und 2001 mit Forest nicht die Rückkehr in die Premier League

Aufgrund der zahlreichen Spielerabgänge zählte Forest beim erneuten Antritt in der zweithöchsten englischen Spielklasse nicht zum Favoritenkreis. Neuer Trainer war der ehemalige englische Nationalspieler David Platt, der in der Saison zuvor wenig erfolgreich seine Trainerkarriere in der Serie A bei Sampdoria Genua gestartet hatte. Platt verpflichtete mehrere Spieler, von denen jedoch nur die wenigsten überzeugen konnten. Stürmer Stern John kam für 1,5 Millionen Pfund aus den USA von Columbus Crew, wo er im Vorjahr Torschützenkönig der MLS geworden war. Platt brachte zudem drei italienische Spieler aus der Serie A mit, die allesamt als Fehleinkäufe verbucht werden mussten. Der zu Saisonbeginn ausgeliehene Ian Wright schoss in zehn Spielen fünf Tore, musste dann jedoch zu West Ham United zurückkehren. In der Rückrunde bestritt der vom FC Chelsea ausgeliehene John Terry sechs Spiele für den Verein. Am Saisonende 1999/2000 stand lediglich Platz 14 zu Buche, die Mannschaft hatte in keiner Phase der Saison etwas mit den Aufstiegsplätzen zu tun. Torhüter Mark Crossley der während der Saison seinen Platz an Dave Beasant verloren hatte, wurde aufgrund der finanziellen Probleme des Vereins an den FC Middlesbrough verkauft. Steve Chettle war bereits in der Hinrunde an den FC Barnsley verliehen worden und kurz darauf fest nach Barnsley gewechselt.
Die Saison 2000/01 lief nur unwesentlich besser für Forest und wurde mit Platz 11 abgeschlossen. Der aus der eigenen Jugend kommende Andy Reid bestritt seine ersten Spiele im Profibereich und konnte bereits sein großes Talent andeuten. David Platt musste nach Saisonende seinen Platz räumen, Nottingham Forest hatte in den zwei Jahren unter ihm den Wiederaufstieg nicht erreicht, zudem hatte seine Transferpolitik die finanziellen Probleme des Vereins weiter verschärft.
Als neuer Trainer übernahm Paul Hart, der in den letzten Jahren Jugendtrainer im Verein gewesen war und mit der Mannschaft von Nottingham Forest im Vorjahr die A-Jugendmeisterschaft in England gewonnen hatte. Mehrere Spieler aus dem Kader rückten in die Profimannschaft auf und fanden dort mit Paul Hart einen Trainer, der sich ihrer Stärken bewusst war. Neben Andy Reid konnte sich auch Jermaine Jenas als Stütze im Profibereich profilieren. Der aus Deutschland stammende Nachwuchsspieler Eugen Bopp kam zumindest regelmäßig zum Einsatz. Die Spielzeit 2001/02 verlief auch aufgrund der fehlenden Erfahrung der jungen Spieler durchwachsen und endete mit Tabellenplatz 16. Mit dem Frühjahr 2002 geriet der Club in die Gefahr, bankrottzugehen. Auch der wichtigste Sponsor ITV Digital, ein Privatsender, ging damals in die Insolvenz.
2002/03 verlief nach drei durchschnittlichen Jahren deutlich positiver. Ein sechster Tabellenplatz brachte den Einzug ins Play-off-Halbfinale gegen den Dritten Sheffield United. Nach einem 1:1 im City Ground führte Forest in Sheffield bereits mit 2:0, musste jedoch bis zur 90. Minute noch zwei Gegentore hinnehmen. In der Verlängerung unterlag das Team letztendlich mit 3:4 und verpasste den Einzug ins Play-off-Finale gegen die Wolverhampton Wanderers. Marlon Harewood gelang eine ausgezeichnete Saison (46 Spiele/20 Tore), ebenso dem in den zwei Vorjahren wenig erfolgreichen David Johnson (44/27). In der Abwehr sorgten der aus der eigenen Jugend stammende Michael Dawson und der zu Forest zurückgekehrte Ex-Nationalspieler Des Walker für die nötige Stabilität in der Defensive. Dawson wurde als Auszeichnung für seine guten Leistungen ins PFA Team of the Year der zweiten Liga gewählt.
In der Football League First Division 2003/04 musste Trainer Paul Hart bereits kurz nach Saisonbeginn auf den verletzten David Johnson verzichten (17 Spiele/7 Tore), zudem verließ dessen Sturmpartner Marlon Harewood nach einer starken Hinrunde mit 12 Toren in 19 Spielen den Verein und wechselte zum Ligarivalen West Ham United. Die dadurch entstandene Lücke konnte das neue Sturmduo Marlon King (24 Spiele/5 Tore) und der neu vom FC Burnley verpflichtete Gareth Taylor (34/10) nicht ausfüllen. Dafür gelang Andy Reid seine beste Saison in seiner Zeit bei Forest (46/13), wofür er in die Mannschaft des Jahres gewählt wurde, und mit Verteidiger Wes Morgan schaffte ein weiterer hoffnungsvoller Jugendspieler den Durchbruch bei den Profis. Trainer Paul Hart wurde Anfang Februar 2004 nach vier Niederlagen in den letzten fünf Spielen, auf einem Abstiegsplatz liegend entlassen. Mit Joe Kinnear setzte der Vorstand diesmal auf einen sehr erfahrenen Trainer. Dieses Konzept ging auf und die Mannschaft schaffte mit Platz 14 souverän den Klassenerhalt.

### Abstieg in die dritthöchste Spielklasse 2004–2008
| Saison  | Platz | Liga                         |
| ------- | ----- | ---------------------------- |
| 2004/05 | 023   | Football League Championship |
| 2005/06 | 07    | Football League One          |
| 2006/07 | 04    | Football League One          |
| 2007/08 | 02    | Football League One          |

In der neu gegründeten Football League Championship 2004/05 folgte mit dem Abstieg in die dritte Liga der vorerst letzte Tiefpunkt. Nachdem Nottingham Forest in der Hinrunde nur vier Spiele hatte gewinnen können, trat Joe Kinnear zurück und machte nach einer Übergangsphase Platz für Gary Megson. Den Abstieg konnte aber auch er nicht mehr verhindern. Bereits am vorletzten Spieltag stand nach einer 1:2-Niederlage bei den Queens Park Rangers der Gang in die dritte Liga fest. Verteidiger Des Walker bestritt nach einer Einwechslung am ersten Spieltag sein letztes Spiel für Nottingham Forest und beendete im Alter von 38 Jahren seine Karriere. Bereits vor Saisonende verließen mit Michael Dawson und Andy Reid die beiden talentiertesten Spieler den Verein und wechselten für zusammen rund acht Millionen Pfund zu Tottenham Hotspur.
Nach Platz sieben in der Football League One und einem erneuten Trainerwechsel kam Forest 2006/07 unter dem neuen Trainer Colin Calderwood auf Platz vier der dritthöchsten englischen Liga, verlor jedoch im Halbfinale der Play-offs nach einem 2:0 bei Yeovil Town zu Hause mit 2:5 nach Verlängerung und scheiterte. Die nachfolgende Spielzeit führte jedoch noch einmal zu einer Leistungssteigerung und gipfelte durch einen zweiten Tabellenplatz hinter Swansea City im Aufstieg in die Football League Championship im Jahr 2008. Im entscheidenden Spiel am letzten Spieltag war der Gegner erneut Yeovil Town, doch diesmal setzte sich die Mannschaft mit 3:2 nach Toren von Julian Bennett, Kris Commons und Lewis McGugan durch und feierte anschließend ausgelassen den Erfolg. Maßgeblich für den Aufstieg verantwortlich war die beste Defensive der Liga um Torhüter Paul Smith und die Verteidiger Wes Morgan, Kelvin Wilson, James Perch, Julian Bennett und Luke Chambers, die in 46 Ligaspielen lediglich 32 Gegentore zuließ. Bester Torschütze wurde Junior Agogo mit 13 Toren in 27 Spielen, der jedoch nach der Saison für 565.000 Pfund zu Zamalek SC nach Ägypten wechselte.

### Rückkehr in die zweite Liga und Folgezeit 2008–2021
| Saison  | Platz | Liga                         |
| ------- | ----- | ---------------------------- |
| 2008/09 | 019   | Football League Championship |
| 2009/10 | 03    | Football League Championship |
| 2010/11 | 06    | Football League Championship |
| 2011/12 | 19    | Football League Championship |
| 2012/13 | 08    | Football League Championship |
| 2013/14 | 11    | Football League Championship |
| 2014/15 | 14    | Football League Championship |
| 2015/16 | 16    | Football League Championship |
| 2016/17 | 21    | EFL Championship             |
| 2017/18 | 17    | EFL Championship             |
| 2018/19 | 09    | EFL Championship             |
| 2019/20 | 07    | EFL Championship             |
| 2020/21 | 17    | EFL Championship             |

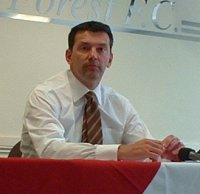
Der langjährige Besitzer Nigel Doughty verstarb im Februar 2012

Nach einem Jahr Abstiegskampf in der Saison 2008/09 etablierte sich die Mannschaft unter dem neuen Trainer Billy Davies in den folgenden beiden Spielzeiten und verpasste 2009/10 und 2010/11 den Aufstieg erst in den Play-offs.
Nach Ablauf der Saison 2010/11 zogen sich die Gespräche zwischen dem Vorstand und Trainer Billy Davies lange hin, da es unterschiedliche Ansichten über Spielerverpflichtungen und die Investitionsbereitschaft des Vereins gab. Am 12. Juni 2011 trennte sich der Verein nach zweieinhalb Jahren von Davies und gab bereits einen Tag später die Verpflichtung des ehemaligen englischen Nationaltrainers Steve McClaren für drei Jahre als neuen Trainer bekannt. Nach einem Fehlstart in die Saison 2011/12 endete die Trainertätigkeit von McClaren bereits am 2. Oktober 2011 vorzeitig. Nachfolger wurde zwölf Tage später der Trainer des Ligarivalen FC Portsmouth, Steve Cotterill. Am 4. Februar 2012 starb der zuvor als Vorstandsvorsitzender zurückgetretene Besitzer des Vereins, Nigel Doughty, im Alter von 54 Jahren an Herzversagen.
Die Suche nach einem neuen Besitzer endete am 10. Juli 2012, als der Verein bekannt gab, dass die kuwaitische Al-Hasawi-Familie den Traditionsklub übernommen hat. Bereits zwei Tage später trennten sich die neuen Eigentümer von Trainer Steve Cotterill, um am 19. Juli 2012 Sean O’Driscoll als Nachfolger zu präsentieren. Am 26. Dezember 2012 gab der Verein direkt im Anschluss nach einem 4:2-Heimsieg am Boxing Day gegen Leeds United die Entlassung von O’Driscoll bekannt. Forest lag zu diesem Zeitpunkt auf dem achten Platz der Football League Championship 2012/13. Nur einen Tag später verpflichtete der Vorstand Alex McLeish als neuen Trainer. Nach Differenzen mit dem Vorstand über die Verpflichtung neuer Spieler im Januar 2013 trat McLeish am 5. Februar 2013 von seinem Posten zurück.
Am 7. Februar 2013 gab der Verein die Rückkehr von Billy Davies bekannt. Dank einer zwischenzeitlichen Siegesserie führte Davies das Team wieder auf einen Play-off-Platz, ehe eine 2:3-Heimniederlage am letzten Spieltag gegen Leicester City den Einzug in die Aufstiegsrunde kostete. Nach umfassenden Investitionen in den Kader verbrachte Forest einen Großteil der Folgesaison auf einem Play-off-Platz. Langfristige Verletzungen von diversen Stammspielern führten ab Mitte Februar 2014 zu einem deutlichen Leistungsabfall der Mannschaft. Zwei Tage nach einer 0:5-Niederlage beim Nachbarn Derby County am 22. März 2014 gab der Vorstand die Trennung von Billy Davies bekannt.
Eineinhalb Wochen später verpflichtete Forest mit dem langjährigen Ex-Spieler Stuart Pearce den Nachfolger. Da Pearce erst bereit war, ab dem 1. Juli 2014 seinen neuen Trainerposten zu übernehmen, verlängerte sich die Rolle von Gary Brazil als Interimstrainer bis zum Saisonende. Nach einem guten Saisonstart übernahm Forest am 4. Spieltag die Tabellenführung und blieb bis zum 12. Spieltag ungeschlagen. Nach der Niederlage gegen Cardiff City konnte der Verein lediglich drei Siege in den nächsten 16 Ligaspielen einfahren und schied zudem in der 3. Runde des FA Cup 2014/15 gegen den Drittligisten AFC Rochdale aus. Eine 0:1-Heimniederlage gegen den Abstiegskandidaten FC Millwall besiegelte nach nur sieben Monaten im Amt das Aus von Pearce. Einen Tag später gab der Verein die Trennung vom Manager bekannt und präsentierte nur wenige Stunden später am Abend des 1. Februar 2015 mit dem ehemaligen Crystal Palace und Bolton-Wanderers-Manager Dougie Freedman den Ersatz. Nach einem vierzehnten Platz in der Saison 2014/15 konnte der Verein unter Freedman die Erwartungen in der Spielzeit 2015/16 erneut nicht erfüllen und trennte sich Mitte März 2016 von seinem Trainer.
Zu Beginn der EFL Championship 2016/17 verpflichtete Forest mit dem Franzosen Philippe Montanier erstmals einen nicht aus Großbritannien bzw. Irland stammenden Trainer. Nach dem vereinsinternen Rekordtransfer von Oliver Burke zu RB Leipzig zu Beginn der Saison verzichtete Montanier auf eine Reinvestition der Transfereinnahmen. Bereits am 14. Januar 2017 gab der Zweitligist die Entlassung des Franzosen bekannt, nachdem der Verein sich statt im Aufstiegsrennen abermals in der Abstiegsregion wiederfand. Nach einem erneuten kurzzeitigen Engagement von Gary Brazil als Interimstrainer verpflichtete Forest am 14. März 2017 mit dem Ex-Trainer der Glasgow Rangers Mark Warburton einen neuen Cheftrainer und sicherte sich erst am letzten Spieltag durch einen 3:0-Heimsieg über Ipswich Town den Klassenerhalt aufgrund der besseren Tordifferenz gegenüber den abgestiegenen Blackburn Rovers.
Neben den sportlichen Misserfolgen und einem kontinuierlichen Leistungsabfall zwischen 2012 und 2017 unter dem Eigentümer Fawaz Al-Hasawi wurden zudem abseits des Platzes häufig negative Schlagzeilen geschrieben. Nach einem Transfer-Embargo aufgrund Verstößen gegen das Financial Fairplay, einer Teilsperrung des City Ground aufgrund Verstößen gegen Sicherheitsbestimmungen sorgte das Scheitern eines über Wochen angekündigten Verkaufes des Vereins an den US-Amerikaner John Jay Moores für den endgültigen Stimmungsumschwung gegenüber dem zunächst populären kuwaitischen Besitzer.
Am 18. Mai 2017 wurde der Club vom griechischen Reeder und Besitzer von Olympiakos Piräus Evangelos Marinakis übernommen. Der neue Besitzer von Nottingham Forest gab bekannt, dass er den Verein langfristig stabilisieren und in die Premier League führen möchte.
Am 9. Januar 2018 wurde Aitor Karanka zum neuen Trainer bestimmt und mit einem Vertrag für zweieinhalb Jahre ausgestattet. Der Spanier folgte damit auf Mark Warburton. Nach einem Jahr im Amt bat Karanka selbst um Auflösung seines Vertrages. Es folgten anschließend mit Martin O’Neill, Sabri Lamouchi und Chris Hughton drei weitere Trainer in den Folgejahren, die allesamt die Erwartungen der Fans und der Öffentlichkeit nicht erfüllen konnten den Verein zurück in die erste Liga zu führen.

### Aufstieg in die Premier League nach 23 Jahren Abwesenheit
| Saison  | Platz | Liga             |
| ------- | ----- | ---------------- |
| 2021/22 | 04    | EFL Championship |
| 2022/23 | 16    | Premier League   |
| 2023/24 | 17    | Premier League   |
| 2024/25 | 07    | Premier League   |

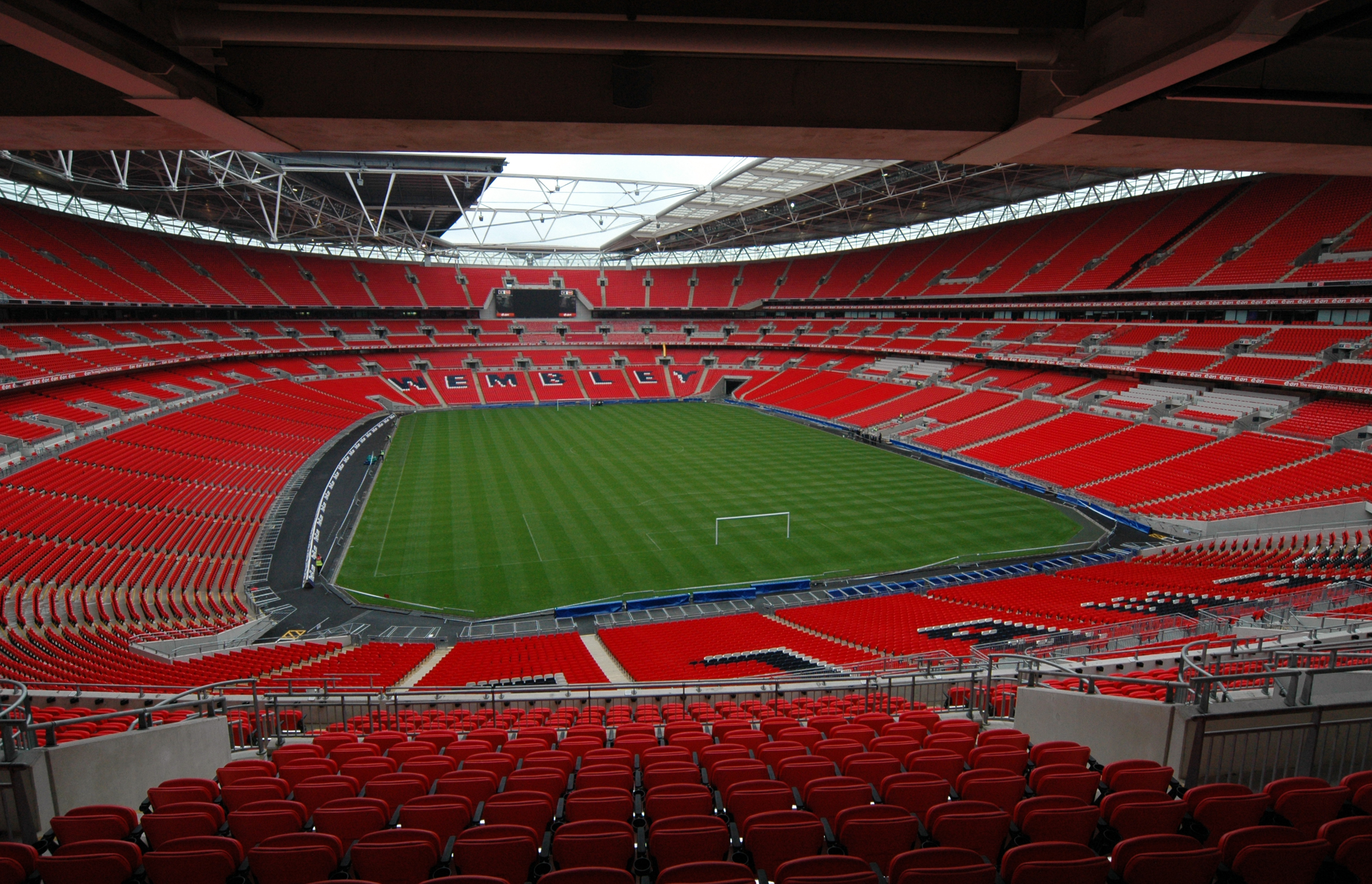
Im ersten Spiel in Wembley seit 1992 machte Forest 2022 den Aufstieg in die Premier League perfekt

Nach nur einem Punkt aus den ersten sieben Saisonspielen der EFL Championship 2021/22 und auf dem letzten Tabellenplatz liegend war ein neuer Tiefpunkt in der jüngeren Vereinsgeschichte erreicht. Forest trennte sich daraufhin Mitte September 2021 von Chris Hughton und stellte eine Woche später mit Steve Cooper den Nachfolger vor. Cooper hatte in den zwei vorherigen Spielzeiten Swansea City jeweils in die Aufstiegs-Play-offs geführt, den Aufstieg in die Premier League jedoch verfehlt. Unter ihm änderte sich die Situation in Nottingham schlagartig und er führte die Mannschaft im Saisonverlauf in die Play-off-Ränge. Zwei Spieltage vor Saisonende verpasste das Team im direkten Duell beim AFC Bournemouth mit einer 0:1-Niederlage den Sprung auf einen direkten Aufstiegsplatz, zog jedoch als Tabellenvierter zum ersten Mal seit der Saison 2010/11 wieder in die Aufstiegs-Play-offs ein.
Dort setzte sich der Verein im Halbfinale in zwei Spielen nach Elfmeterschießen gegen Sheffield United durch und erreichte damit erstmals seit dem Finale des League Cup 1991/92 vor 30 Jahren unter dem legendären Trainer Brian Clough wieder ein Finale in Wembley. Im Finale bezwang Forest vor 80.019 Zuschauern Huddersfield Town mit 1:0 und machte damit die Rückkehr in die Premier League perfekt.
Zur Premier-League-Saison 2022/23 gaben die Tricky Trees 182 Millionen Euro für Neuzugänge aus und brachen damit den Rekord für die höchsten Transferausgaben eines Aufsteigers. Nottingham verbrachte die gesamte Spielzeit im Abstiegskampf und sicherte sich am vorletzten Spieltag mit einem 1:0-Heimsieg gegen den Vizemeister FC Arsenal den Klassenerhalt.
Nottingham blieb aber auch in der Folgesaison 2023/24 in akuter Abstiegsnot. Unter Steve Cooper konnten die Tricky Trees nur drei von 17 Ligaspielen gewinnen. Ausschlaggebend für das Ende von Coopers Amtszeit war eine 0:5-Niederlage gegen den FC Fulham, was bereits die vierte Niederlage am Stück war. Nach zwei weiteren erfolglosen Partien übernahm Nuno Espírito Santo das Traineramt und holte Forest aus dem Schlupfloch. Zum Auftakt in die Rückrunde gelang unter anderem ein 2:1-Sieg gegen Manchester United, doch die Formkurve verlief recht rasch wieder abwärts. Nach dem Sieg über die Red Devils konnte Nottingham gerade mal vier weitere Ligaspiele gewinnen. Hinzu kam ein Abzug von vier Punkten aufgrund von Verstößen gegen die Regeln des Financial Fairplay, wovon auch der FC Everton betroffen war. Das erschwerte den Abstiegskampf des Vereins nochmal zusätzlich. Am Ende konnte man aber den direkten Konkurrenten Luton Town, der gegenüber Nottingham Forest wesentlich schwächere Leistungen brachte, noch überholen und belegte Platz 17.

## Europapokalbilanz
| Saison  | Wettbewerb                    | Runde         | Gegner                | Gesamt    | Hin            | Rück           |
| ------- | ----------------------------- | ------------- | --------------------- | --------- | -------------- | -------------- |
| 1961/62 | Messestädte-Pokal             | 1. Runde      | FC Valencia           | 1:7       | 0:2 (A)        | 1:5 (H)        |
| 1967/68 | Messestädte-Pokal             | 1. Runde      | Eintracht Frankfurt   | 5:0       | 1:0 (A)        | 4:0 (H)        |
| 1967/68 | Messestädte-Pokal             | 2. Runde      | FC Zürich             | (a)2:2(a) | 2:1 (H)        | 0:1 (A)        |
| 1978/79 | Europapokal der Landesmeister | 1. Runde      | FC Liverpool          | 2:0       | 2:0 (H)        | 0:0 (A)        |
| 1978/79 | Europapokal der Landesmeister | 2. Runde      | AEK Athen             | 7:2       | 2:1 (A)        | 5:1 (H)        |
| 1978/79 | Europapokal der Landesmeister | Viertelfinale | Grasshopper Zürich    | 5:2       | 4:1 (H)        | 1:1 (A)        |
| 1978/79 | Europapokal der Landesmeister | Halbfinale    | 1. FC Köln            | 4:3       | 3:3 (H)        | 1:0 (A)        |
| 1978/79 | Europapokal der Landesmeister | Finale        | Malmö FF              | 1:0       | 1:0 in München | 1:0 in München |
| 1979/80 | Europapokal der Landesmeister | 1. Runde      | Östers IF             | 3:1       | 2:0 (H)        | 1:1 (A)        |
| 1979/80 | Europapokal der Landesmeister | 2. Runde      | FC Argeș Pitești      | 4:1       | 2:0 (H)        | 2:1 (A)        |
| 1979/80 | Europapokal der Landesmeister | Viertelfinale | BFC Dynamo            | 3:2       | 0:1 (H)        | 3:1 (A)        |
| 1979/80 | Europapokal der Landesmeister | Halbfinale    | Ajax Amsterdam        | 2:1       | 2:0 (H)        | 0:1 (A)        |
| 1979/80 | Europapokal der Landesmeister | Finale        | Hamburger SV          | 1:0       | 1:0 in Madrid  | 1:0 in Madrid  |
| 1980/81 | Europapokal der Landesmeister | 1. Runde      | ZSKA Sofia            | 0:2       | 0:1 (A)        | 0:1 (H)        |
| 1983/84 | UEFA-Pokal                    | 1. Runde      | FC Vorwärts Frankfurt | 3:0       | 2:0 (H)        | 1:0 (A)        |
| 1983/84 | UEFA-Pokal                    | 2. Runde      | PSV Eindhoven         | 3:1       | 2:1 (A)        | 1:0 (H)        |
| 1983/84 | UEFA-Pokal                    | 3. Runde      | Celtic Glasgow        | 2:1       | 0:0 (H)        | 2:1 (A)        |
| 1983/84 | UEFA-Pokal                    | Viertelfinale | SK Sturm Graz         | 2:1       | 1:0 (H)        | 1:1 n. V. (A)  |
| 1983/84 | UEFA-Pokal                    | Halbfinale    | RSC Anderlecht        | 2:3       | 2:0 (H)        | 0:3 (A)        |
| 1984/85 | UEFA-Pokal                    | 1. Runde      | FC Brügge             | 0:1       | 0:0 (H)        | 0:1 (A)        |
| 1995/96 | UEFA-Pokal                    | 1. Runde      | Malmö FF              | (a)2:2(a) | 1:2 (A)        | 1:0 (H)        |
| 1995/96 | UEFA-Pokal                    | 2. Runde      | AJ Auxerre            | 1:0       | 1:0 (A)        | 0:0 (H)        |
| 1995/96 | UEFA-Pokal                    | 3. Runde      | Olympique Lyon        | 1:0       | 1:0 (H)        | 0:0 (A)        |
| 1995/96 | UEFA-Pokal                    | Viertelfinale | FC Bayern München     | 2:7       | 1:2 (A)        | 1:5 (H)        |

Gesamtbilanz: 46 Spiele, 25 Siege, 9 Unentschieden, 12 Niederlagen, 58:39 Tore (Tordifferenz +19)

## Titel und Erfolge
- Europapokal der Landesmeister: 1979 (1:0 gegen Malmö FF) und 1980 (1:0 gegen den Hamburger SV)
- Weltpokal-Finalist: 1980 (0:1 gegen Nacional Montevideo)
- Englischer Fußball-Meister: 1978
- Vizemeister: 1967 und 1979
- FA-Cup-Sieger: 1898 (3:1 gegen Derby County) und 1959 (2:1 gegen Luton Town)
- FA-Cup-Finalist: 1991 (1:2 n. V. gegen Tottenham Hotspur)
- Ligapokal-Sieger: 1978 (0:0 und 1:0 gegen den FC Liverpool), 1979 (3:2 gegen den FC Southampton), 1989 (3:1 gegen Luton Town) und 1990 (1:0 gegen Oldham Athletic)
- Ligapokal-Finalist: 1980 (0:1 gegen die Wolverhampton Wanderers) und 1992 (0:1 gegen Manchester United)
- UEFA-Super-Cup-Sieger: 1979 (1:0 und 0:0 gegen den FC Barcelona)
- UEFA-Super-Cup-Finalist: 1980 (2:1 und 0:1 gegen den FC Valencia)
- Charity-Shield-Sieger: 1978 (5:0 gegen Ipswich Town)
- Charity-Shield-Finalist: 1959 (1:3 gegen die Wolverhampton Wanderers)
- Full-Members-Cup-Sieger: 1989 (4:3 n. V. gegen den FC Everton) und 1992 (3:2 n. V. gegen den FC Southampton)
- Meister der First Division 1998 (die heutige EFL Championship)
- Meister der Second Division 1907, 1922 (die heutige EFL Championship)
- Meister der Third Division South 1951 (die heutige Football League One)
- Meister der Football Alliance 1892
- Anglo-Scottish Cup: 1977

## Stadion

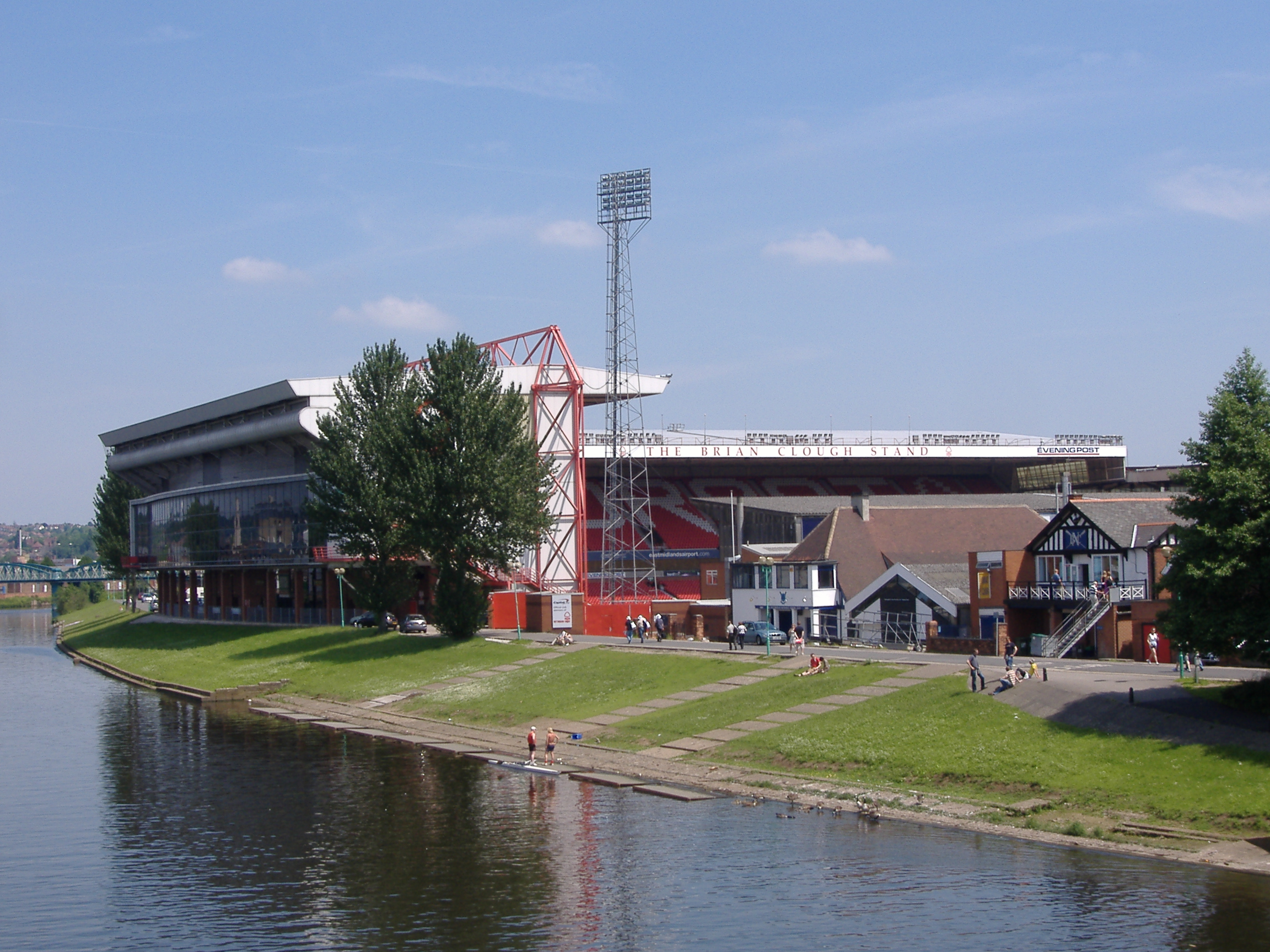
Das Heimstadion von Nottingham Forest

Das Stadion von Nottingham Forest ist das City Ground. Die Mannschaft aus Nottingham bestreitet seit 1898 seine Spiele in diesem Stadion. Es fasst 30.576 Zuschauerplätze und befindet sich direkt am Südufer des Flusses Trent. Lediglich 300 Meter entfernt auf dem Gegenufer liegt das Stadion Meadow Lane des Lokalrivalen Notts County.
Vor der Eröffnung des City Ground 1898 trug Forest seine Heimpartien an diversen Spielstätten aus, die jedoch nicht langfristig als Austragungsort dienten. Seit Vereinsgründung 1865 lief man bis 1878 in The Forest auf. Später spielte die Mannschaft im Castle Ground, The Meadows, Trent Bridge, Parkside Ground, Gregory Ground und Town Ground.
Zu Ehren des Trainers, der Forest zu den größten Erfolgen der Vereinsgeschichte führte, wurde eine 1980 für zwei Millionen Pfund errichtete Tribüne Brian Clough Stand genannt. Sie verfügt über eine Kapazität von rund 10.000 Zuschauern.

## Ligazugehörigkeiten
- 1889–1892: Football Alliance
- 1892–1906: Football League First Division
- 1906–1907: Football League Second Division
- 1907–1911: Football League First Division
- 1911–1922: Football League Second Division
- 1922–1925: Football League First Division
- 1925–1949: Football League Second Division
- 1949–1951: Football League Third Division
- 1951–1957: Football League Second Division
- 1957–1972: Football League First Division
- 1972–1977: Football League Second Division
- 1977–1992: Football League First Division
- 1992–1993: FA Premier League
- 1993–1994: Football League First Division
- 1994–1997: FA Premier League
- 1997–1998: Football League First Division
- 1998–1999: FA Premier League
- 1999–2004: Football League First Division
- 2004–2005: Football League Championship
- 2005–2008: Football League One
- 2008–2022: Football League Championship / EFL Championship
- seit 2022: FA Premier League

## Kader der Saison 2024/25
| Nummer     | Spieler               | Nationalität   | im Verein seit | letzter Verein          | Geburtsdatum |          |          |
| Torhüter   | Torhüter              | Torhüter       | Torhüter       | Torhüter                | Torhüter     | Torhüter | Torhüter |
| ---------- | --------------------- | -------------- | -------------- | ----------------------- | ------------ | -------- | -------- |
| 13         | Wayne Hennessey       | Wales          | 2025           | FC Burnley              | 24.01.1987   |          |          |
| 26         | Matz Sels             | Belgien        | 2024           | Racing Straßburg        | 26.02.1992   |          |          |
| 33         | Carlos Miguel         | Brasilien      | 2024           | Corinthians São Paulo   | 09.10.1998   |          |          |
| Abwehr     |                       |                |                |                         |              |          |          |
| 4          | Morato                | Brasilien      | 2024           | Benfica Lissabon        | 30.06.2001   |          |          |
| 5          | Murillo               | Brasilien      | 2023           | Corinthians São Paulo   | 04.07.2002   |          |          |
| 7          | Neco Williams         | Wales          | 2022           | FC Liverpool            | 13.04.2001   |          |          |
| 15         | Harry Toffolo         | England        | 2022           | Huddersfield Town       | 19.08.1995   |          |          |
| 17         | Eric da Silva Moreira | Deutschland    | 2024           | FC St. Pauli            | 03.05.2006   |          |          |
| 19         | Álex Moreno           | Spanien        | 2024           | Aston Villa             | 08.06.1993   |          |          |
| 30         | Willy Boly            | Elfenbeinküste | 2022           | Wolverhampton Wanderers | 03.02.1991   |          |          |
| 31         | Nikola Milenković     | Serbien        | 2024           | AC Florenz              | 12.10.1997   |          |          |
| 34         | Ola Aina              | Nigeria        | 2023           | FC Turin                | 08.10.1996   |          |          |
| 44         | Zach Abbott           | England        | 2023           | eigene Jugend           | 13.05.2006   |          |          |
| Mittelfeld |                       |                |                |                         |              |          |          |
| 6          | Ibrahim Sangaré       | Elfenbeinküste | 2023           | PSV Eindhoven           | 02.12.1997   |          |          |
| 8          | Elliot Anderson       | England        | 2024           | Newcastle United        | 06.11.2002   |          |          |
| 10         | Morgan Gibbs-White    | England        | 2022           | Wolverhampton Wanderers | 27.01.2000   |          |          |
| 16         | Nicolás Domínguez     | Argentinien    | 2023           | FC Bologna              | 28.06.1998   |          |          |
| 22         | Ryan Yates            | England        | 2016           | eigene Jugend           | 21.11.1997   |          |          |
| 28         | Danilo                | Brasilien      | 2023           | Palmeiras São Paulo     | 29.04.2001   |          |          |
| Angriff    |                       |                |                |                         |              |          |          |
| 9          | Taiwo Awoniyi         | Nigeria        | 2022           | 1. FC Union Berlin      | 12.08.1997   |          |          |
| 11         | Chris Wood            | Neuseeland     | 2023           | Newcastle United        | 07.12.1991   |          |          |
| 14         | Callum Hudson-Odoi    | England        | 2023           | FC Chelsea              | 07.11.2000   |          |          |
| 20         | Jota Silva            | Portugal       | 2024           | Vitória Guimarães       | 01.08.1999   |          |          |
| 21         | Anthony Elanga        | Schweden       | 2023           | Manchester United       | 27.04.2002   |          |          |
| 24         | Ramón Sosa            | Paraguay       | 2024           | Club Atlético Talleres  | 31.08.1999   |          |          |

Stand: 29. April 2025

## Rekordspieler

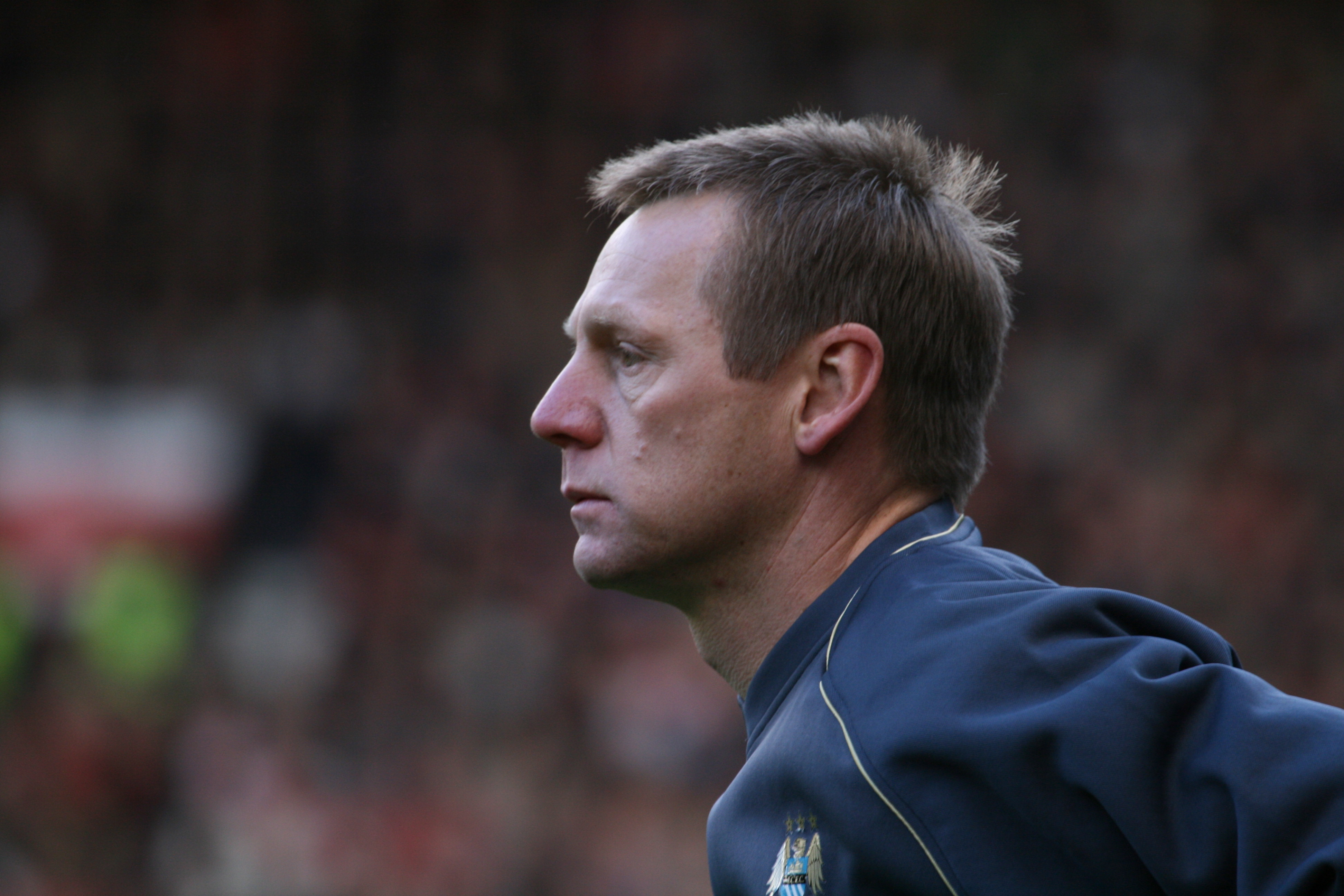
Stuart Pearce absolvierte 522 Pflichtspiele für Forest

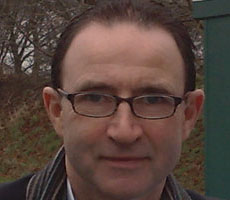
Martin O’Neill gewann mit Forest die Meisterschaft 1978 sowie den Landesmeister-Pokal 1979 und 1980

Die folgende Aufstellung nennt jeweils die zehn Spieler mit den meisten Pflichtspieleinsätzen und -toren in der Geschichte von Nottingham Forest.
| Einsätze | Einsätze         | Einsätze       | Einsätze |
| -------- | ---------------- | -------------- | -------- |
| 1        | Bob McKinlay     | 1951–70        | 685      |
| 2        | Ian Bowyer       | 1973–80, 81–86 | 564      |
| 3        | Steve Chettle    | 1987–2000      | 526      |
| 4        | Stuart Pearce    | 1985–97        | 522      |
| 5        | John Robertson   | 1970–82, 85–86 | 514      |
| 6        | Jack Burkitt     | 1946–61        | 503      |
| 7        | Jack Armstrong   | 1905–22        | 460      |
| 7        | Grenville Morris | 1898–1913      | 460      |
| 9        | Geoff Thomas     | 1946–60        | 431      |
| 10       | Viv Anderson     | 1974–83        | 430      |

| Tore | Tore             | Tore           | Tore |
| ---- | ---------------- | -------------- | ---- |
| 1    | Grenville Morris | 1898–1913      | 217  |
| 2    | Nigel Clough     | 1984–93, 96–97 | 131  |
| 3    | Wally Ardron     | 1949–55        | 124  |
| 4    | Johnny Dent      | 1926–36        | 122  |
| 5    | Ian Storey-Moore | 1962–71        | 118  |
| 6    | Enoch West       | 1905–09        | 100  |
| 7    | Garry Birtles    | 1976–80, 82–86 | 96   |
| 7    | Ian Bowyer       | 1973–80, 81–86 | 96   |
| 9    | John Robertson   | 1970–82, 85–86 | 95   |
| 10   | Tommy Wilson     | 1951–1960      | 89   |

## Spieler des Jahres
Liste der seit 1977 von den Fans gewählten Spieler des Jahres:
| Jahr | Gewinner         |
| ---- | ---------------- |
| 1977 | Tony Woodcock    |
| 1978 | Kenny Burns      |
| 1979 | Garry Birtles    |
| 1980 | Larry Lloyd      |
| 1981 | Kenny Burns      |
| 1982 | Peter Shilton    |
| 1983 | Steve Hodge      |
| 1984 | Chris Fairclough |
| 1985 | Jim McInally     |
| 1986 | Nigel Clough     |
| 1987 | Des Walker       |

| Jahr | Gewinner             |
| ---- | -------------------- |
| 1988 | Nigel Clough         |
| 1989 | Stuart Pearce        |
| 1990 | Des Walker           |
| 1991 | Stuart Pearce        |
| 1992 | Des Walker           |
| 1993 | Steve Sutton         |
| 1994 | David Phillips       |
| 1995 | Steve Stone          |
| 1996 | Stuart Pearce        |
| 1997 | Colin Cooper         |
| 1998 | Pierre van Hooijdonk |

| Jahr | Gewinner            |
| ---- | ------------------- |
| 1999 | Alan Rogers         |
| 2000 | Dave Beasant        |
| 2001 | Chris Bart-Williams |
| 2002 | Gareth Williams     |
| 2003 | David Johnson       |
| 2004 | Andy Reid           |
| 2005 | Paul Gerrard        |
| 2006 | Ian Breckin         |
| 2007 | Grant Holt          |
| 2008 | Julian Bennett      |
| 2009 | Chris Cohen         |

| Jahr | Gewinner        |
| ---- | --------------- |
| 2010 | Lee Camp        |
| 2011 | Luke Chambers   |
| 2012 | Garath McCleary |
| 2013 | Chris Cohen     |
| 2014 | Andy Reid       |
| 2015 | Michail Antonio |
| 2016 | Dorus de Vries  |
| 2017 | Eric Lichaj     |
| 2018 | Ben Osborn      |
| 2019 | Joe Lolley      |
| 2020 | Matty Cash      |

| Jahr | Gewinner           |
| ---- | ------------------ |
| 2021 | Joe Worrall        |
| 2022 | Scott McKenna      |
| 2023 | Morgan Gibbs-White |
| 2024 | Murillo            |

## Manager
Als erster Trainer der Vereinsgeschichte übernahm 1889 Harry Radford das Amt und führte den Verein durch die folgenden acht Jahre. Der Engländer Billy Walker, der von 1939 bis 1960 das Amt ausführte, wies die längste Amtsdauer eines Cheftrainers bei den Reds auf. Seit 1889 übernahmen insgesamt 27 Trainer die Geschicke an der Seitenlinie und blieben durchschnittlich rund viereinhalb Jahre in dieser Position tätig.

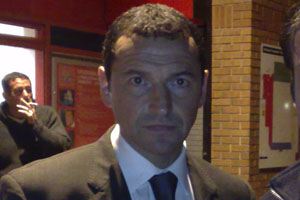
Colin Calderwood führte Forest 2008 zurück in die zweite Liga

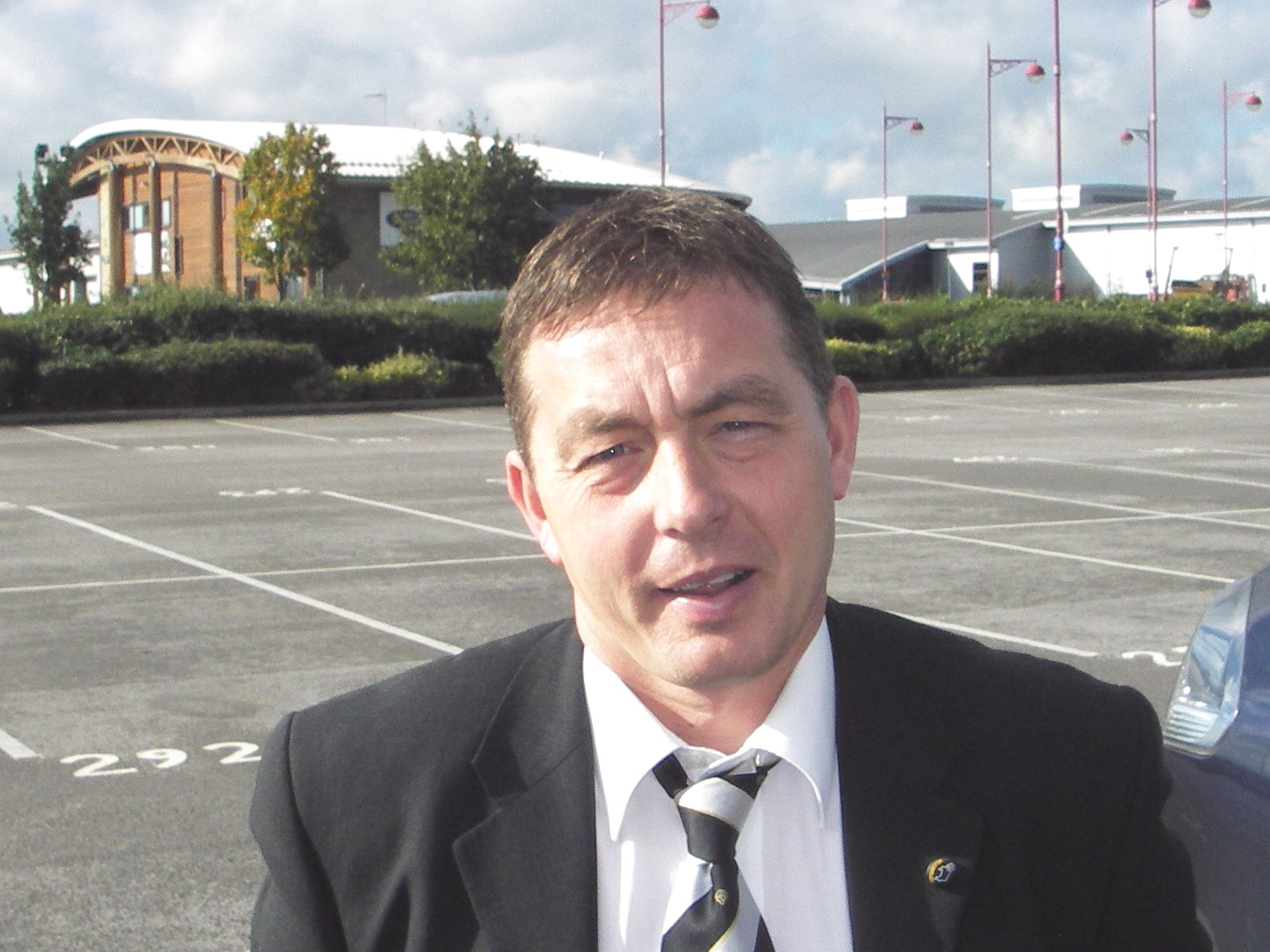
Billy Davies trainierte die Reds von 2009 bis 2011 sowie von 2013 bis 2014

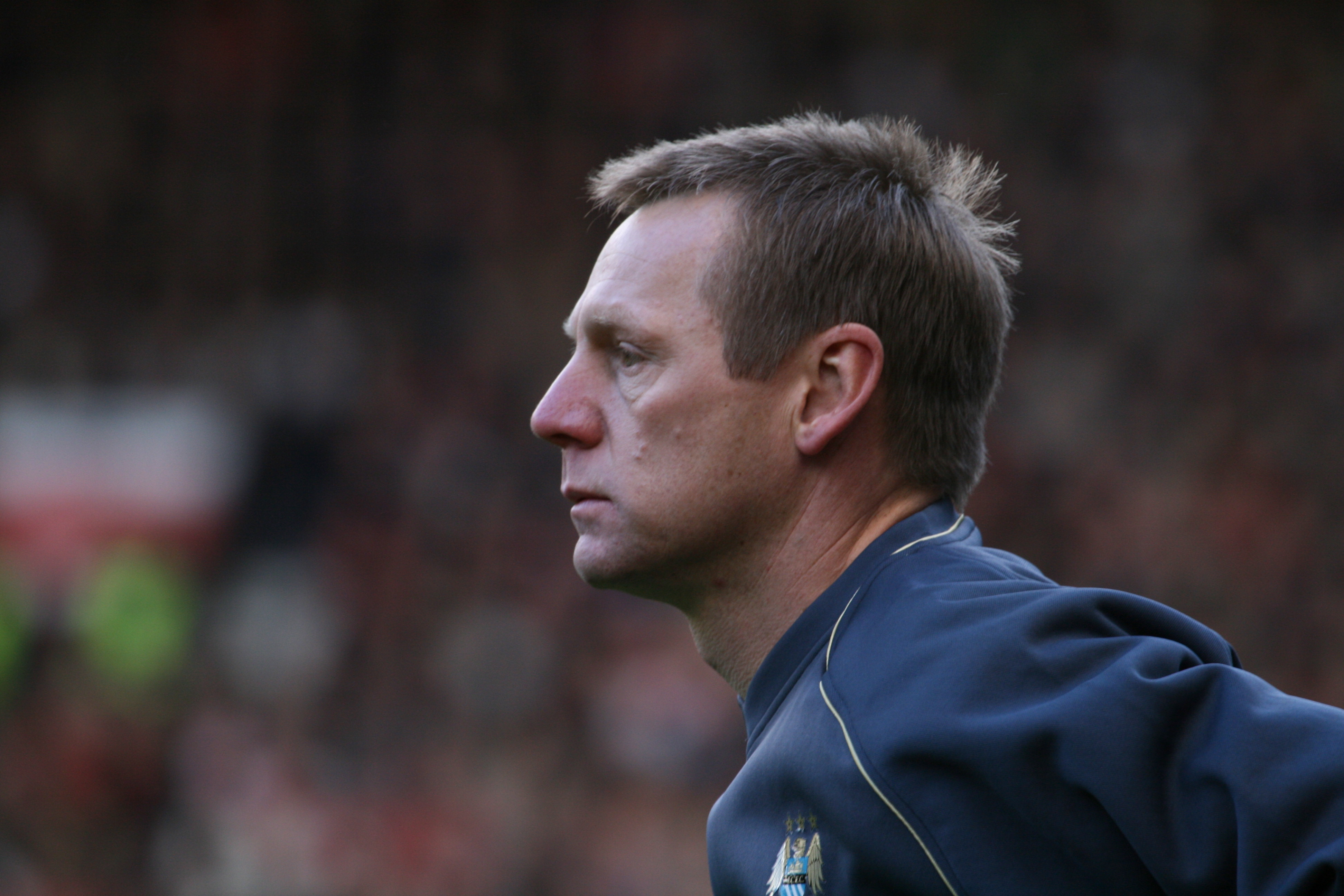
Stuart Pearce wurde nach nur sieben Monaten im Amt entlassen

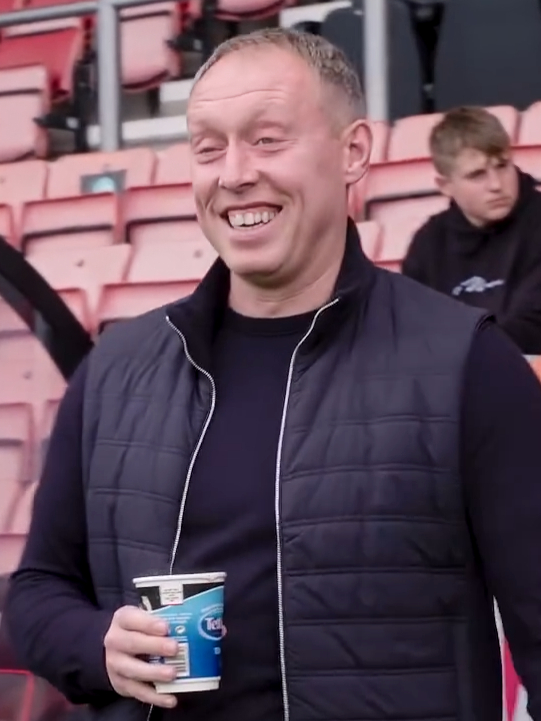
Steve Cooper führte Forest 2021/22 nach 23 Jahren Abwesenheit wieder in die Premier League

| Zeitraum  | Trainer                   |
| --------- | ------------------------- |
| 1889–1897 | Harry Radford             |
| 1897–1909 | Harry Haslam              |
| 1909–1912 | Fred Earp                 |
| 1912–1925 | Bob Masters               |
| 1925–1929 | John Baynes               |
| 1930–1931 | Stan Hardy                |
| 1931–1936 | Noel Watson               |
| 1936–1939 | Harold Wightman           |
| 1939–1960 | Billy Walker              |
| 1960–1963 | Andy Beattie              |
| 1963–1968 | Johnny Carey              |
| 1969–1972 | Matt Gillies              |
| 1972–1973 | Dave Mackay               |
| 1973–1975 | Allan Brown               |
| 1975–1993 | Brian Clough              |
| 1976–1982 | Peter Taylor (Co-Trainer) |
| 1993–1996 | Frank Clark               |
| 1996–1997 | Stuart Pearce             |
| 1997–1999 | Dave Bassett              |
| 1999      | Ron Atkinson              |
| 1999–2001 | David Platt               |
| 2001–2004 | Paul Hart                 |
| 2004      | Joe Kinnear               |
| 2005–2006 | Gary Megson               |
| 2006–2008 | Colin Calderwood          |
| 2009–2011 | Billy Davies              |
| 2011      | Steve McClaren            |
| 2011–2012 | Steve Cotterill           |
| 2012      | Sean O’Driscoll           |
| 2012–2013 | Alex McLeish              |
| 2013–2014 | Billy Davies              |
| 2014–2015 | Stuart Pearce             |
| 2015–2016 | Dougie Freedman           |
| 2016–2017 | Philippe Montanier        |
| 2017      | Gary Brazil               |
| 2017      | Mark Warburton            |
| 2018–2019 | Aitor Karanka             |
| 2019      | Martin O’Neill            |
| 2019–2020 | Sabri Lamouchi            |
| 2020–2021 | Chris Hughton             |
| 2021–2023 | Steve Cooper              |
| 2023–     | Nuno Espírito Santo       |

## Nottingham Forest Academy und Reserves
Die vereinseigene Jugendakademie, die Nottingham Forest Academy, entstand 1997 und wird vollständig vom Verein und der Direktion finanziert. Die rund zwanzig Spieler der Akademie, die in der U-18-Mannschaft agieren, gehören verschiedenen Altersklassen (U 17, U 18 und U 19) an. Die U 18 absolviert ihre Partien in der Gruppe D der Premier Academy League, dies entspricht der höchsten Spielklasse jener Altersstufe. Zu denjenigen Spielern, die aus der Jugendakademie stammen, gelang unter anderem Marlon Harewood, James Perch, Jermaine Jenas, Andy Reid und Michael Dawson der Sprung in die Premier League.
Der Verein verfügt mit der Nottingham Forest Reserves über eine zweite Mannschaft, die ihre Partien in der Central League, der zweithöchsten Ligastufe für Reserveteams nach der Premier Reserve League, bestreiten. Die Reservemannschaft dient vorwiegend zur Förderung der Spielpraxis von jungen Spielern und deren Entwicklung sowie zum Wiedereinstieg verletzter Spieler. Die Heimspiele der Reserve werden im City Ground ausgetragen.

## Nottingham-Derby
Das Nottingham-Derby bezeichnet die Begegnungen zwischen Nottingham Forest und dem Lokalrivalen Notts County. Diese Partien sind auch als Trentside Derbies bekannt, da die Vereinsgelände der beiden Vereine am Ufer des Flusses Trent liegen. Diese Begegnungen werden regelmäßig von Gewalttaten, Straßenkämpfen und Verwüstungen überschattet. Die erste offizielle Partie wurde am 16. November 1878 ausgetragen, als Forest in der ersten Runde des FA-Cup im Auswärtsspiel bei Notts County mit 3:1 siegte. Nach über 17 Jahren ohne Pflichtspiel in der Liga oder in den Pokalwettbewerben trafen beide Mannschaften in der ersten Runde des Ligapokals der Saison 2011/2012 am 9. August 2011 aufeinander. Forest setzte sich vor 21.605 Zuschauern im City Ground nach Elfmeterschießen mit 4:3 (1:1, 2:2, 3:3) durch. In bisher 94 Partien im Ligabetrieb, dem FA Cup und Ligapokal konnte Forest insgesamt 39 Siege verbuchen, während Notts County 30 Partien gewann und 25 Austragungen remis endeten.

## Statistiken und Rekorde

### Vereinsrekorde

#### Heimspiele
- höchster Heimsieg in einer Profiliga: 12:0 am 12. April 1909 gegen Leicester Fosse, heute Leicester City
- höchste Heimniederlage in einer Profiliga: 1:8 am 6. Februar 1999 gegen Manchester United
- höchste Zuschauerzahl in einem Heimspiel: 49.946 am 28. Oktober 1967 gegen Manchester United

#### Saisonrekorde
- meiste erzielte Saisontore in einer Profiliga: 110 in der Saison 1950/51 in der Third Division South
- beste Punkteausbeute nach der Zweipunkteregel: 70 in der Saison 1950/51 in der Third Division South
- beste Punkteausbeute nach der Dreipunkteregel: 94 in der Saison 1997/98 in der First Division

#### Serienrekorde
- meiste Siege in einer Profiliga in Folge: 7 vom 9. Mai 1979 bis 1. September 1979
- meiste Niederlagen in einer Profiliga in Folge: 14 vom 21. März 1913 bis 27. September 1913
- meiste Unentschieden in einer Profiliga in Folge: 7 vom 29. April 1978 bis 2. September 1978
- meiste Partien in einer Profiliga ohne Niederlage in Folge: 42 vom 26. November 1977 bis 25. November 1978
- meiste Partien in einer Profiliga ohne Sieg in Folge: 19 vom 8. September 1998 bis 16. Januar 1999

### Spielerrekorde

#### Einsatz- und Torrekorde
- meiste Ligaeinsätze: Bob McKinlay, 614 zwischen 1951 und 1970
- meiste Ligatore: Grenville Morris, 199 zwischen 1898 und 1913
- meiste Saisontore: Wally Ardron, 36 in der Saison 1950/51
- jüngster Spieler in einem Ligaspiel: Craig Westcarr mit 16 Jahren und 257 Tagen am 13. Oktober 2001 gegen den FC Burnley
- meiste Länderspieleinsätze: Stuart Pearce, 76 für England

Quelle:

## Trivia
- Forest war 1874 der erste Verein überhaupt, der Schienbeinschoner verwendete.
- Bis heute ist Nottingham Forest die erste und einzige Mannschaft, die mehr Europapokale der Landesmeister als nationale Meisterschaften gewinnen konnte: gleich nach dem Gewinn der englischen Meisterschaft 1978 holte Forest den Europacup der Landesmeister 1979 nach Nottingham und verteidigte diesen im Jahr darauf erfolgreich. Seitdem konnte die Mannschaft keinen der beiden Titel mehr gewinnen.
- Absoluten Kultstatus im Verein und bei den Fans genießt der Duisburger Eberhard Kleinrensing. Ebby, Jahrgang 1959, reist seit mehr als 30 Jahren zu jedem Spiel der Tricky Trees extra aus Deutschland mit eigener Zaunfahne an, um die Mannschaft zu unterstützen. Aufgrund dieses in der Tat außergewöhnlichen Engagements wurde er von der Nottinghamer Anhängerschar mit überwältigender Mehrheit zum Fan des Jahrhunderts gewählt. Sein Handabdruck wurde daraufhin in Bronze gegossen und in der „Hall of Fame“, der Ruhmeshalle des englischen Fußballs in London, verewigt.[61]
- Nicht weniger bemerkenswert ist Stuart Astill, der über 35 Jahre keines der 1500 Ligaspiele von Nottingham Forest verpasste und dafür vom Verein geehrt wurde.[62]